# Santuario de Ise

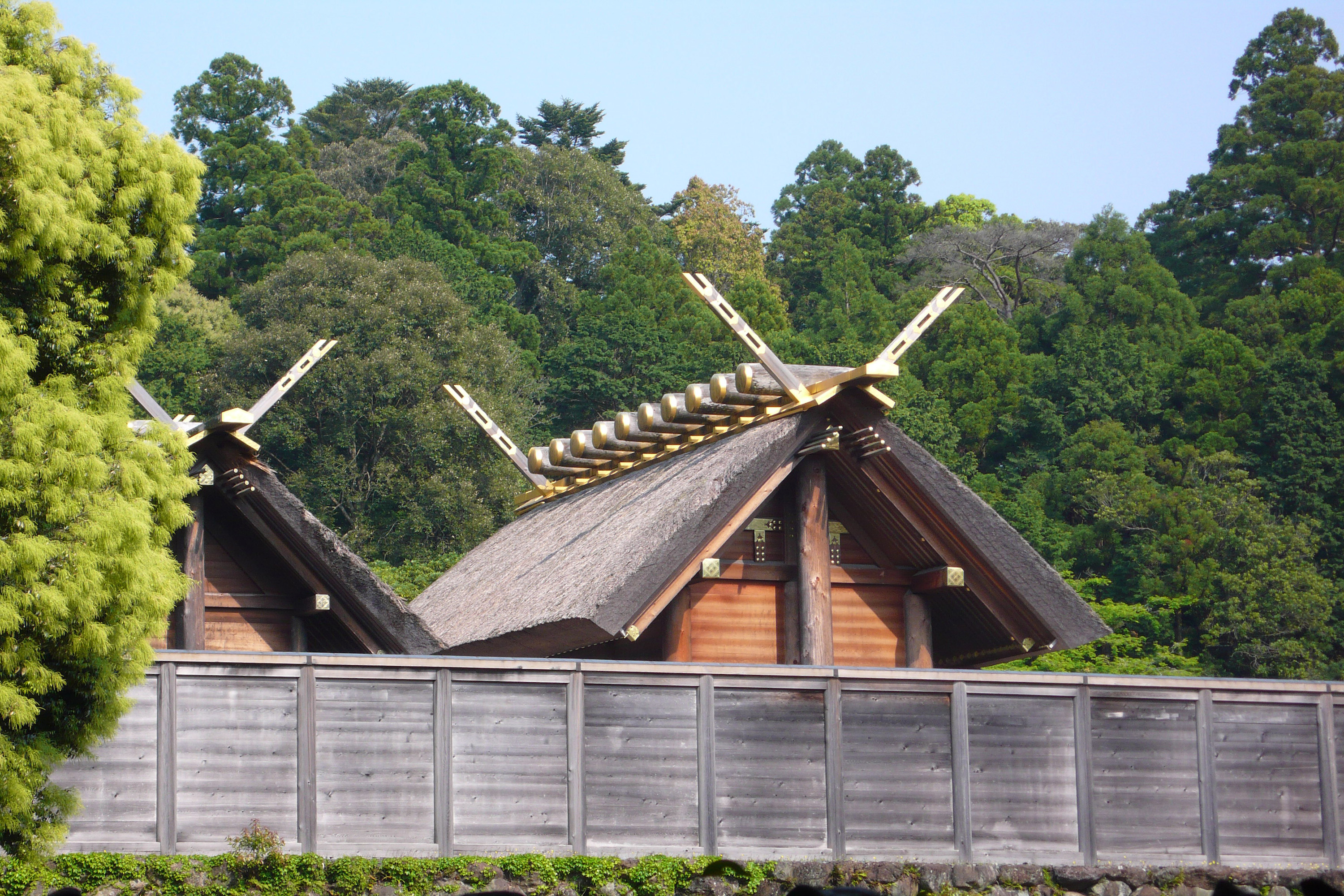
Vista del Santuario Principal de Naikū, la zona más sagrada del Santuario de Ise. Su acceso es restringido, y solo es posible observarlo a cierta distancia tras una valla.

El Santuario de Ise (伊勢神宮 Ise-jingū?), también conocido como el Gran Santuario de Ise (伊勢大神宮 Ise-Daijingū?) y oficialmente como El Santuario (神宮 Jingū?), es el santuario Shintō más importante de Japón, considerado el lugar más sagrado de esta religión. Se localiza en la ciudad de Ise, en el centro de la prefectura de Mie, en la región central-sur del país. La zona en la que se ubica el santuario forma parte del parque nacional Ise-Shima, que incluye además otros lugares sagrados e históricos, como Meoto Iwa y el Saiku (residencia imperial durante la era Heian). El Santuario es mencionado en los dos libros más antiguos de Japón, el Kojiki y el Nihonshoki, escritos a comienzos del siglo VIII, en los que se menciona que la fundación legendaria del Santuario fue realizada en el año 4 a. C., por la princesa Yamatohime-no-mikoto, hija del Emperador Suinin.
El Santuario de Ise se compone de dos santuarios principales: el Santuario Interior (内宮 Naikū?) y el Santuario Exterior (外宮 Gekū?), situado a unos seis kilómetros al noroeste del primero. Además, estos dos complejos poseen unos ciento veintitrés santuarios subordinados de diversas categorías, noventa y uno en Naikū y treinta y dos en Gekū, sumando en total ciento veinticinco santuarios. El complejo de Naikū está dedicado a la adoración de Amaterasu Ōmikami, la diosa Shintō del Sol y antepasada de la Familia Imperial de Japón, por lo que está bajo el cuidado y la protección de esta, concretamente del Sumo Sacerdote y de la Suma Sacerdotisa, descendientes ambos del Emperador de Japón. El complejo de Gekū está dedicado a la adoración de Toyouke no Ōmikami, diosa de los cereales, el vestido, el alimento, la vivienda, la agricultura y la industria. Posee un estilo arquitectónico arcaico conocido como Shinmeizukuri, representativo de un auténtico estilo japonés, que refleja el estilo Shintō tardío, previo a la llegada del budismo a Japón en el siglo VI y que es común a toda la prefectura de Ise.
En el Santuario de Ise hay además un bosque con árboles sagrados y distintas zonas donde se elaboran productos que son utilizados como ofrendas sagradas: un campo de arroz, una salina, un huerto, factorías tradicionales de seda, cáñamo y alfarería, sitios de secado de pescado, etc. También posee algunas áreas culturales como una biblioteca y tres museos, así como otras edificaciones anexas. Dentro del Santuario tienen lugar una gran cantidad de ceremonias religiosas diarias basadas en los ciclos agrícolas, indispensables en la economía japonesa tradicional. Estas actividades están organizadas por una jerarquía eclesiástica que es la encargada de manejar los elementos sagrados que son usados como ofrendas: agua, fuego, alimentos, seda, madera, música y danza, etc. Todos los años, creyentes procedentes de todo el país acuden en peregrinación al Santuario, hecho conocido como O-Ise-Mairi, ya que, según la tradición, los practicantes del Shintō deben acudir al santuario al menos una vez en su vida. Primero lo hacen al Gekū para posteriormente peregrinar al Naikū, a pesar de que este sector es accesible solo en ocasiones especiales. Los santuarios principales de cada complejo no son accesibles al público y solo pueden ser vistos a cierta distancia, desde detrás de unas vallas. 

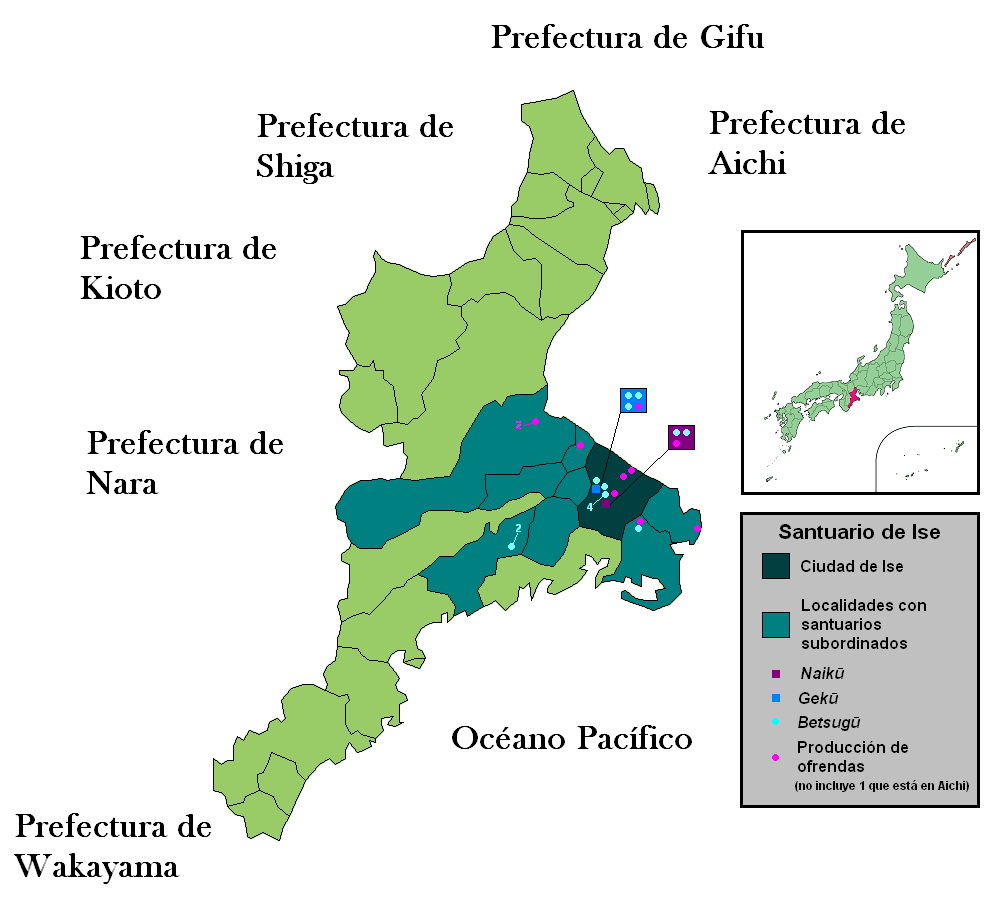
Mapa de la prefectura de Ise, mostrando el área que abarca todos los santuarios y establecimientos subordinados al Santuario de Ise.

## Origen mitológico y religioso
La religión Shintō (神道?   literalmente, camino de los dioses) es considerada la religión nativa de Japón y se basa principalmente en la influencia y armonía constante de una pléyade de ocho millones de deidades que controlan la naturaleza y el espíritu de todo lo que rodea: montañas, bosques, ríos, mares, plantas, animales e inclusive el clima; estas deidades son conocidas como kami (神?).
En la antigüedad, Japón subsistió principalmente con la producción de arroz. Dado que los kami tienen control sobre la naturaleza, los antiguos habitantes decidieron establecer una armonía respetuosa con estas deidades, con el fin de tener buenas cosechas cada año. Para lograr sus objetivos procedieron a la construcción de lugares sagrados y la elaboración de suntuosas ceremonias, que tenían como fin satisfacer a los kami; en consecuencia, las comunidades debían trabajar de manera unificada con el fin de tener prosperidad económica y alimentaria.
Al haber una influencia determinante de cada kami se comenzó a desarrollar la mitología japonesa, contenida de primera mano en los libros Kojiki (古事記?   literalmente, Crónicas antiguas) escrita en 712 y el Nihonshoki (日本書紀?   literalmente, Crónicas de Japón) escrita en 720; considerados los libros más antiguos de Japón. En estos libros, se relata en varios capítulos la era legendaria y mítica de la creación del cielo y la tierra, el nacimiento de Japón y de diversas deidades; y su descendencia con diversas personas, sobre todo con el Emperador de Japón.

### Relación con Amaterasu Ōmikami
Amaterasu Ōmikami (天照大御神?), diosa del Sol, fue hija de los dioses Izanagi e Izanami, creadores del cielo y la tierra, y padres de la mayoría de los kami. Fue hermana de Tsukiyomi, dios de la noche y de Susanoo, dios del mar.

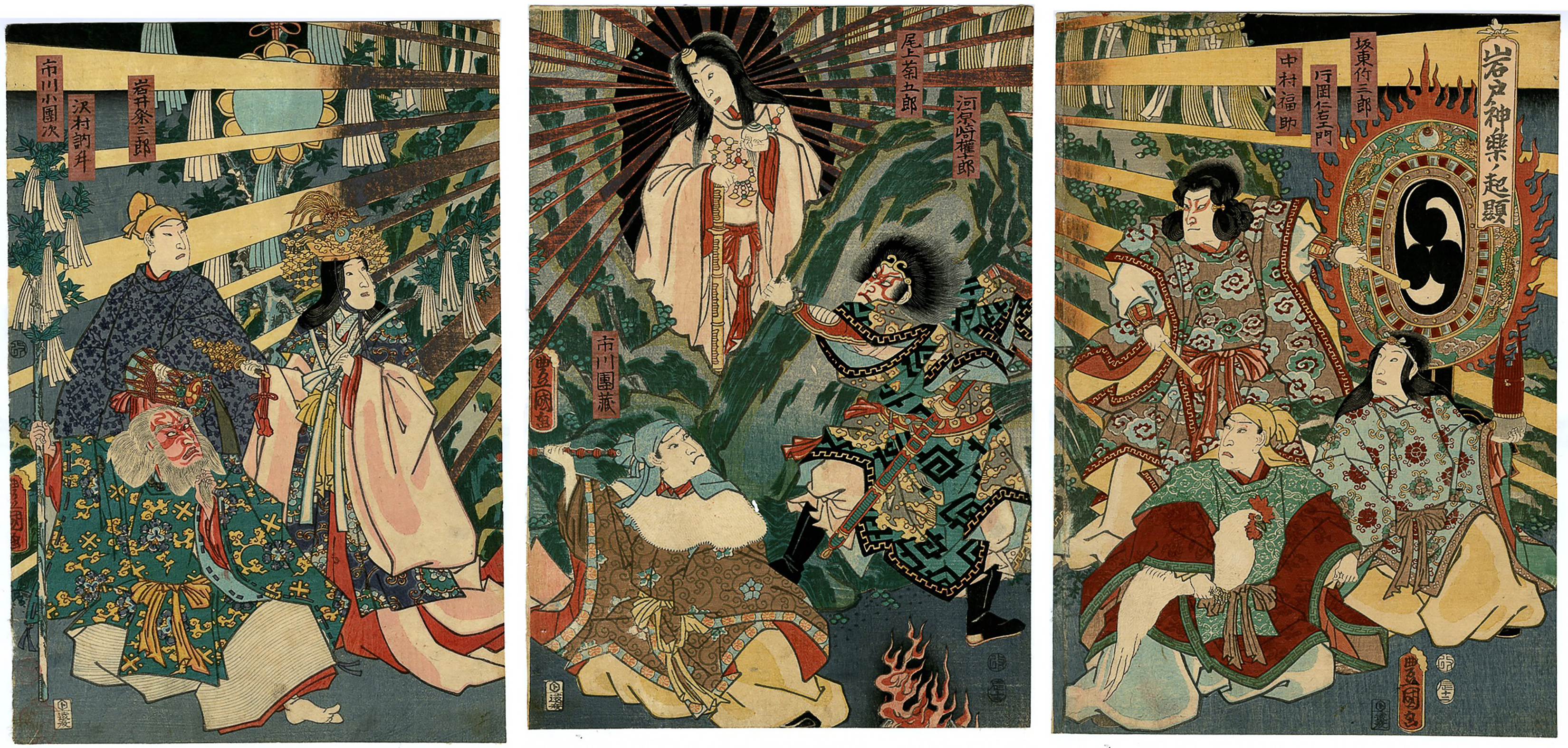
Amaterasu Ōmikami, diosa del sol, saliendo de la cueva celestial y devolviendo la luz al cielo y la tierra.

Por orden de sus padres, ella gobernó el cielo (Takama no Hara); pero Susanoo, celoso por la decisión de sus padres, ascendió al cielo y cometió actos escandalosos como destruir el campo de arroz y la tejeduría celestial. Amaterasu, enojada por la acción decidió esconderse en la cueva celestial llamada Ama no Iwato.
Esto trajo como consecuencia la llegada de la oscuridad perpetua en el cielo y la tierra y la zozobra en ambos mundos. La miríada de los kami se reunió con el fin de que la diosa abandonara la cueva; en esta reunión elaboraron el Espejo Sagrado (Yata no Kagami) y lo posicionaron en la entrada de la cueva; esta acción sería acompañada con un alegre festival y la ejecución de una danza y música sagrada llamada kagura. Con esto, Amaterasu decidió salir de la cueva y tanto el cielo como la tierra volvieron a iluminarse. Tras el incidente, Susanoo fue expulsado del cielo y exiliado a la tierra de Izumo.
Amaterasu es considerada la deidad central, mas no la única, de la religión Shintō; ya que posee una gran influencia sobre la naturaleza y la armonía en entre el cielo y la tierra; pero no es considerada omnipotente o absoluta dentro de la pléyade de los kami.

### Relación con el Emperador de Japón

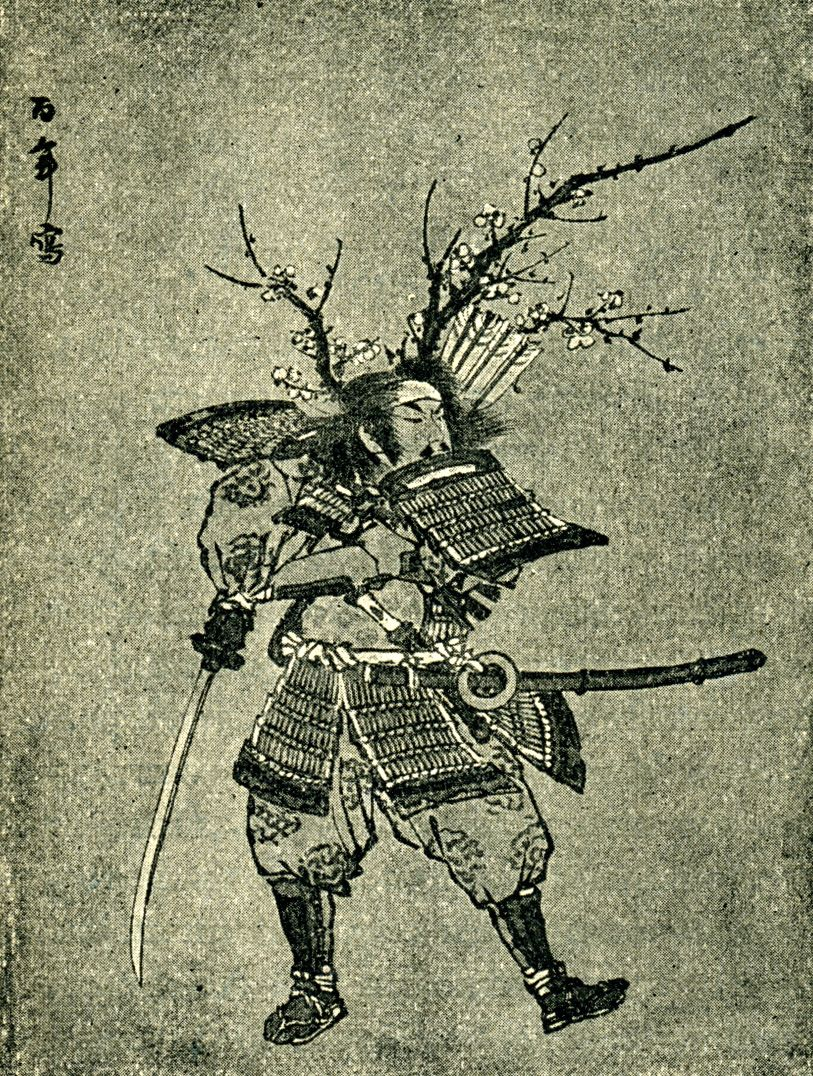
El Emperador Jinmu, primer Emperador de Japón y descendiente de Amaterasu. Legendariamente, todos los emperadores de Japón tienen descendencia con la diosa del sol.

A diferencia de algunas mitologías como la griega, la mitología japonesa conecta a diversos kami como ancestros de muchos clanes y familias influyentes en la historia japonesa, incluyendo la Familia Imperial.
Según el mito, Okuninushi-no-kami, descendiente de Susanoo, unificó todas las regiones de Izumo y estableció una nación llamada (Ashihara-no-Nakatsukuni), el Antiguo Japón. Amaterasu, decidió enviar su descendencia a esta nación con el fin de gobernarlo; Okuninushi le concedió la soberanía a la diosa y esta envió a su nieto, Ninigi-no-mikoto, a la actual isla de Kyushu como nuevo gobernante. Para legitimar su soberanía, Amaterasu le envió a Ninigi los Tesoros Sagrados de Japón y arroz divino del cielo. También durante el descenso de Ninigi, llegaron otros kami y sus descendientes.
Posteriormente, el nieto de Ninigi abandonó Kyushu y llegó a la región de Yamato, en el centro de Japón. Fundaría la actual nación de Japón y establecería la capital en Kashihara; proclamándose como el primer Emperador de Japón, tomando el nombre de Emperador Jinmu.

### Relación con los Tesoros Sagrados
Los tres tesoros imperiales, considerados como sagrados, consisten en el Espejo Sagrado (Yata no Kagami), la Espada Sagrada (Ame no Murakumo no Tsurugi) y la Gema Sagrada (Yasakani no Magatama). Según la religión Shintō, cada tesoro posee una simbología: la honestidad, la valentía y el cariño respectivamente.
Con el suceso de la salida de Amaterasu de la cueva celestial, el Yata no Kagami es el tesoro que simboliza a la diosa del sol. Cuando Amaterasu le dio este espejo a su nieto Ninigi-no-mikoto, le dijo: piensa que este espejo sagrado no es más que yo misma, cuídalo y adóralo por siempre. Como Ninigi fue predecesor de los emperadores de Japón, todos ellos han adorado a Amaterasu Ōmikami como su diosa familiar, creyendo que ella misma se encuentra en el espejo.

## Fundación
Según el Kojiki y el Nihonshoki, la adoración de Amaterasu se realizaba originalmente en el Palacio Imperial, en Yamato. No obstante, durante el reinado del Emperador Sujin, décimo emperador de Japón (mediados del siglo I a. C.); el país sufrió una serie de epidemias y otros desastres naturales. Dado que se pensaba que estas calamidades tenían un origen divino, en especial con la kami Amaterasu, el emperador asignó a su hija, la princesa Toyosukiirihime-no-mikoto, a que retirara a Amaterasu del Palacio Imperial y que se buscara un nuevo lugar de adoración; el nuevo sitio se localizaría en el este de la cuenca de Nara.
Este lugar solo sería usado por un breve tiempo, ya que el Emperador Suinin, emperador decimoprimero, pidió a su hija, la princesa Yamatohime-no-mikoto, que buscara un lugar más placentero que sirviera como sitio permanente de adoración a Amaterasu. La princesa recorrió las provincias de Ōmi y Mino, y al llegar a la provincia de Ise escuchó la voz de Amaterasu que decía: Yo deseo vivir por siempre aquí en Ise, donde el viento de los kami sopla, el país se bendecirá con los abundantes recursos de las montañas y del mar.
Yamatohime-no-mikoto decidió construir en el vigésimo sexto año del reinado del Emperador Suinin un gran santuario en Ise, donde se celebrarían las ceremonias a Amaterasu de manera ininterrumpida. Este lugar sería el nacimiento del Santuario Interior o Naikū y a su vez de todo el actual complejo del Santuario de Ise o Jingū.
El establecimiento del Santuario Exterior o Gekū se hizo 500 años después, a finales del siglo V. Según la leyenda, Amaterasu se apareció en un sueño ante el emperador Yūryaku, emperador vigésimo primero, y esta le dijo que no recibía de manera adecuada sus alimentos, por lo que pidió al emperador que llamara a Toyouke Ōmikami, diosa de los alimentos, vestidos y refugio, originaria de la provincia de Tanba (actualmente, norte de la prefectura de Kioto), a que se encargara de su alimentación. Tras este sueño, el emperador erigió un lugar especial de adoración y llevó a Toyouke a Ise, en donde se realizaría una ceremonia dos veces al día con el fin de que Amaterasu recibiera apropiadamente sus alimentos. Así, en el vigésimo segundo año del reinado del Emperador Yūryaku se fundó Gekū.

## Religión

### Creencias
El Santuario de Ise es el centro de adoración de dos principales kami: en Naikū se rinde tributo a Amaterasu Ōmikami, diosa del Sol que habita en el Espejo Sagrado, considerado un tesoro imperial y un goshintai (ご神体?), objeto que representa simbólicamente a una deidad Shintō; y en Gekū se le rinde tributo a Toyouke Ōmikami, diosa de los alimentos, del comercio y de la industria.
También dentro del complejo, cada santuario subordinado a Naikū y Gekū se le rinde tributo a un kami o a un grupo de kami. Las deidades más importantes a las cuales se le rinde adoración en el Santuario son Tsukiyomi, hermano de Amaterasu y dios de la noche; Shinatsuhiko y Shinatobe, dioses del viento y de la lluvia;  Izanagi e Izanami, padres de Amaterasu, creadores del mundo y de otros kami; y la princesa Yamatohime-no-mikoto, fundadora legendaria del santuario. También en algunos santuarios se le rinde tributo a espíritus (御魂 mitama?); en otras se le rinde a la "personalidad vigorosa" de un kami conocida como aramitama (荒御魂?), y se da el caso de adoración ante Amaterasu Ōmikami no Aramitama, Toyouke Ōmikami no Aramitama o Tsukiyomi no Aramitama, etc.
Antiguamente, desde la era Kamakura hasta comienzos de la era Edo, se profesaba un credo conocido como Shintō de Ise (伊勢神道 Ise-shintō?), practicado en Gekū por el clan de sacerdotes Dokai. Tenía como principal libro sagrado, el Shintō Gōbusho (神道五部書?), un escrito de la era Nara y que estaba dividido en cinco partes, que abarca desde la leyenda de Amaterasu hasta la fundación del santuario por la princesa Yamatohime-no-mikoto. 

### Peregrinaje
El peregrinaje del Santuario de Ise, conocido como O-Ise-Mairi (お伊勢参り?) se realiza desde tiempos antiguos y es practicado por los japoneses, inclusive por el Emperador, los miembros de la Familia Imperial, el primer ministro y los miembros del gabinete. La característica principal de este peregrinaje es que parte de Gekū en dos rutas distintas hacia Naikū. Es por tradición que los creyentes deben visitar Gekū primero y luego Naikū.
Durante el tributo a un kami se debe hacer una reverencia muy respetuosa dos veces, luego aplaudir las manos dos veces a la altura del pecho, posteriormente juntar las manos en señal de rezo y finalmente hacer una reverencia muy respetuosa. El horario donde se rinde tributo a los kami varía cada temporada, que se extiende generalmente durante la mañana y tarde; con excepción de la primera semana del año, cuando la veneración se extiende durante las 24 horas.

### Plegarias

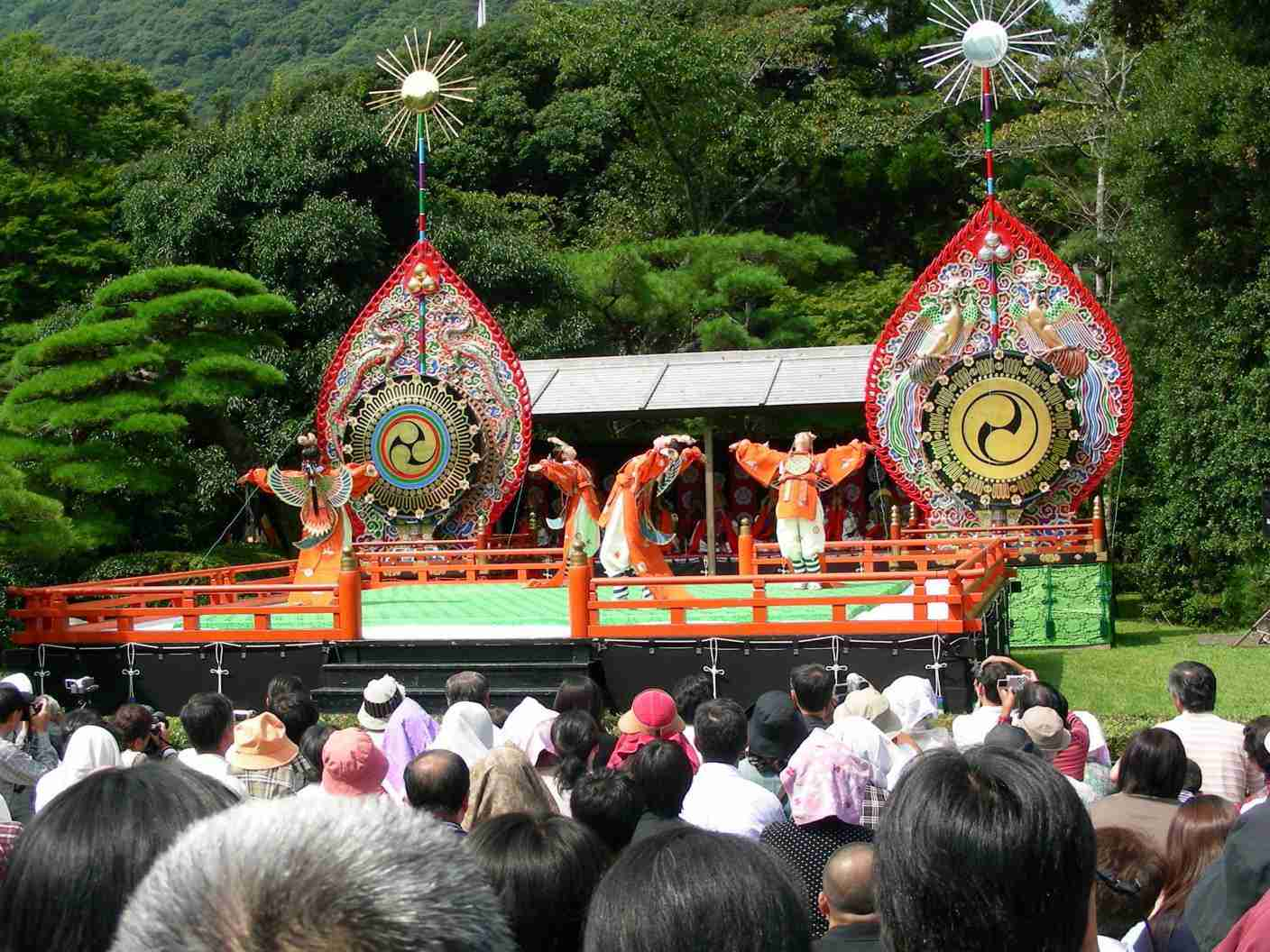
Ceremonia de Bugaku en Naikū.

Dentro del Santuario de Ise existen dos tipos de plegarias especiales ante los kami (御祈祷 gokito?), que son realizados en unos establecimientos llamados Kaguraden (localizados dentro de Naikū y Gekū); estas plegarias se realizan dependiendo del tipo de donación que realice el devoto: Mike y Daidai-Kagura.

#### Mike
El Mike (御饌?) es una ceremonia de purificación y oraciones dirigida por un sacerdote, sin la presentación de la danza y música ceremonial de corte. Tiene una duración de quince minutos, el sacerdote ofrece las plegarias a nombre de los creyentes ante los kami. Al final de la ceremonia el sacerdote regala un talismán y parte de la comida sagrada a los creyentes.

#### Daidai-Kagura
La ceremonia de Daidai-Kagura (大々神楽?) tuvo su origen durante la era Edo, cuando el peregrinaje al Santuario se volvió muy popular, sobre todo en un período de bonanza que transcurría en intervalos de seis años. En ese momento, los peregrinos acudían ante un sacerdote llamado Onshi para que ejecutase el Daidai-Kagura.
Esta plegaria especial combina dos elementos: la música interpretada por músicos de la corte y las danzas ejecutadas por las miko. Esta danza tiene orígenes míticos (fue el mismo en que Amaterasu logró salir de la cueva celestial) y simboliza la fuerte creencia a los kami. Esta ceremonia es dirigida por un sacerdote y dura entre 25 y 40 minutos. El sacerdote ofrece las plegarias a nombre de los creyentes ante los kami y también al final de la ceremonia regala un talismán y parte de la comida sagrada a los creyentes. La mejor forma de rendir tributo al Santuario de Ise es pedir la ejecución del Daidai-Kagura y luego visitar al Santuario Principal a orar. Esta ceremonia es realizada diariamente entre las 8:30 a. m. y 4 p. m., siempre y cuando los devotos lo requieran.
Las danzas ceremoniales se dividen en tres clases:
- Yamatomai: Danza ceremonial de la corte realizada por las miko, doncellas del Santuario.
- Ninchomai: Danza tradicional de la corte realizada por un danzarín masculino.
- Bugaku (舞楽?): Danza y música ceremonial de la corte, considerada la más antigua de Japón. Solo es realizada en el Palacio Imperial en Tokio, en el Santuario de Ise, algunos otros santuarios Shintō y templos budistas de Japón. En el Santuario, se destaca principalmente el hecho de que este género es dedicado al Emperador y a los kami para apaciguar sus espíritus.

Existen cuatro tipos de Daidai-Kagura, cada una difiere por la cantidad de danzas a realizar:
- Okagura: solo Yamatomai;
- Daidai-Kagura: Yamatomai y Ninchomai;
- Betsu Daidai-Kagura: Yamatomai, Ninchomai y una ejecución de Bugaku;
- Tokubetsu Daidai-Kagura: Yamatomai, Ninchomai y dos ejecuciones de Bugaku.

### Talismanes y amuletos

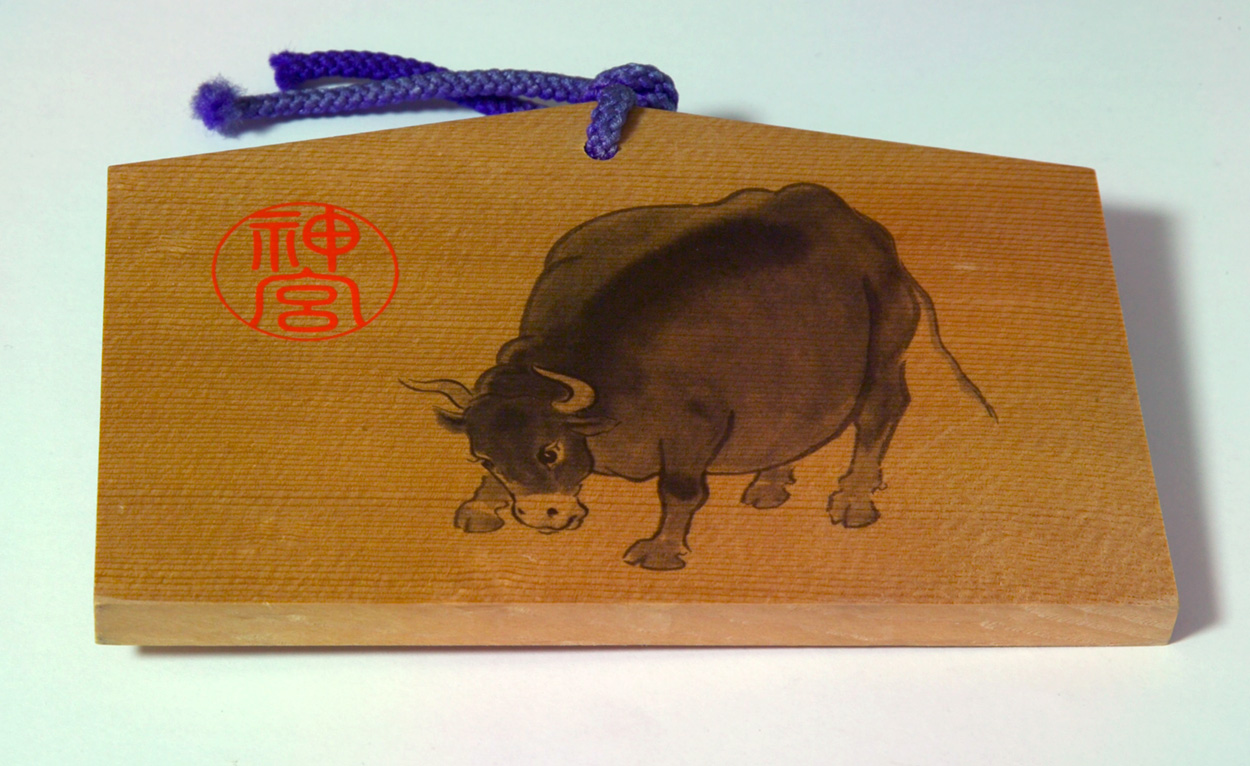
Eto-mamori del búfalo, producido en el Santuario de Ise.

Los talismanes del Santuario (神宮大麻 Jingū Taima?) y los amuletos del Santuario (神宮御守り Jingū Omamori?) son los objetos que brindan protección de parte de los kami. Los talismanes son entregados siempre al final de una plegaria y por lo general deben ser puestos en un altar familiar; en cambio los amuletos deben ser guardados en el cuerpo. La tradición indica que un talismán protege a todos los miembros de la familia, mientras que un amuleto solo protege al que lo porte. Estos objetos se consiguen en los Kaguraden de Naikū y de Gekū.
Los talismanes y amuletos del Santuario de Ise son los siguientes:
- Ken-barai (剣祓い?): talismán en forma de espada;
- Kaku-barai ({{{2}}}?): talismán de forma oblonga;
- Daikaku-barai ({{{2}}}?): talismán de forma oblonga, pero más grande que la Kaku-barai;
- Kaikō-taima (回航大麻?): talismán para los pescadores, brinda seguridad en el mar y una pesca productiva;
- Mamori-harai (守り祓い?): pequeño amuleto que se usa en el cuerpo para proteger la salud personal;
- Fukuroiri-mamori (袋井利守り?): amuleto que se guarda en una bolsita brocada coloreada para proteger la salud personal;
- Kōtsū-anzen-mamori (交通安全守り?): amuleto que protege de los accidentes de tránsito;
- Kaikō-mamori (回航守り?): amuleto para los pescadores, brinda seguridad en el mar y una pesca productiva;
- Suzu-mamori (鈴守り?): amuleto con una pequeña campana. Se usa en el cuerpo para proteger la salud personal:
- Gakugyō-mamori (学業守り?): amuleto que brinda éxito en los estudios;
- Eto-mamori (干支守り?): pequeño amuleto con una escultura de un animal del zodíaco chino. Disponible únicamente durante las festividades de Año Nuevo.

### Almanaque
El almanaque del Santuario (神宮暦 Jingū-reki?), es un almanaque que usa el formato oriental y se ha publicado de manera continua por 350 años. Antiguamente, fue el único almanaque que se usaba en todo el país. Contiene datos científicos y técnicos acerca del clima y la naturaleza, y tradicionalmente ha sido usado como referencia para el manejo de actividades agrícolas. Este almanaque se puede adquirir en los Kaguraden.
Esta publicación es presentada en dos formatos:
- Gran almanaque (大暦 Tai-reki?): tradicionalmente reconocido en Japón, ya que muestra de manera ortodoxa diversos datos científicos;
- Pequeño almanaque (小暦 Shō-reki?): edición resumida del gran almanaque, recomendada para personas involucradas en la agricultura, silvicultura y pesca; y personas que desean conocer el comportamiento de las estaciones.

## Arquitectura

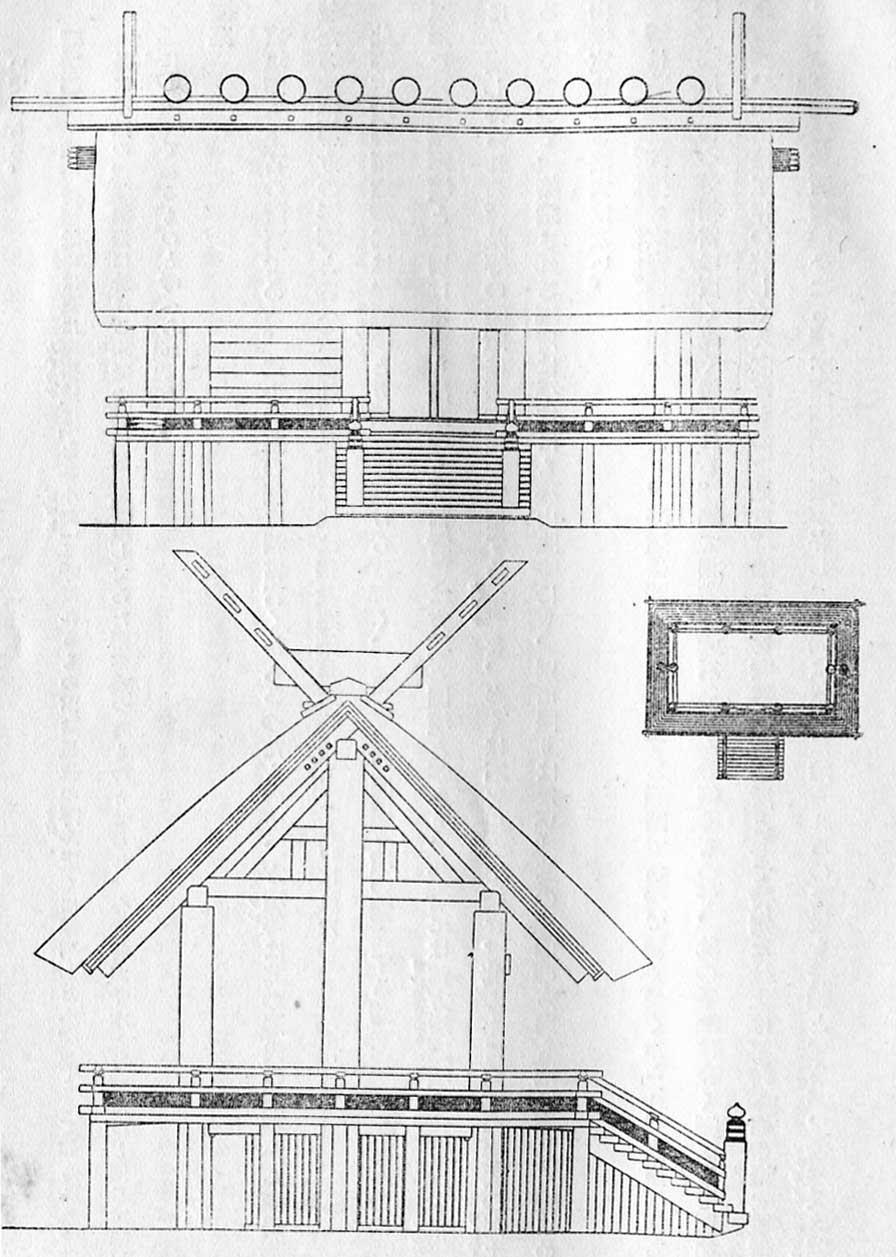
Plano de un edificio del Santuario Principal de Naikū.

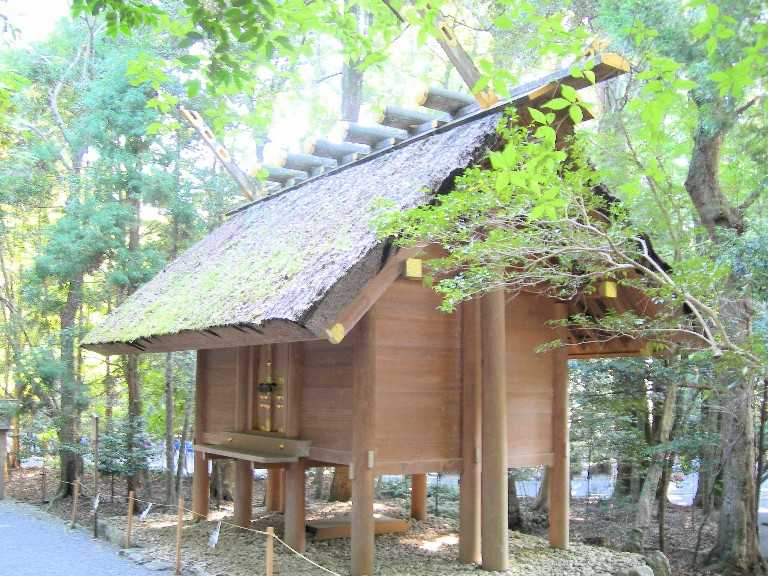
Edificación en el Santuario de Ise, típico ejemplo del estilo shinmeizukuri.

El principal estilo arquitectónico en el Santuario de Ise es conocido como Shinmeizukuri (神明造?), este estilo no puede ser usado en la construcción de otro santuario fuera de Ise. Cabe destacar que todas las estructuras están unidas con encajes y no unidas por clavos.
Las edificaciones están construidas con madera de ciprés japonés (桧 hinoki?), puestos en pilares sobre la tierra; cada estructura mide 10,9 m × 5,5 m e incluye un piso en relieve, una serie de terrazas alrededor de la edificación y una escalera que conduce a una puerta central. El tejado está hecho de paja, adherido con diez remates dispuestos en forma de cruz, llamado katsuogi (鰹木?), coronado por una gran estructura que se proyecta en el techo, llamado chigi (千木?). En la cima del techo, existe un soporte de dos columnas llamado munamochi-bashira. Tanto el katsuogi, como el chigi y el munamochi-bashira son elementos arquitectónicos del Shintō tardío, estilizados de los antiguos graneros que existían anterior a la introducción de la arquitectura budista en Japón.
El área que está junto a la edificación y que será usado en la próxima reconstrucción, se llama kodenchi. Esta zona está cubierta con guijarros blancos (お白石 oshiraishi?) y en ella se erige una pequeña choza de madera llamada oi-ya, esta edificación posee en su interior un poste de madera de al menos 2 metros de altura llamado shin-no-mihashira (心御柱?   literalmente, poste sagrado central). Cuando se realiza la reconstrucción, el Santuario Principal es construido sobre el shin-no-mihashira antes de desmantelar el oi-ya; es decir, que el shin-no-mihashira nunca es visible. El shin-no-mihashira del antiguo santuario estará sobre un nuevo oi-ya, por ende tampoco este será visto desde afuera.
La costumbre de erigir un poste central en un área sagrada cubierta con piedras, representa la antigua tradición de los lugares de adoración en Japón, y es posible que el shin-no-mihashira sea una característica de esta antigua forma de simbolismo en la actualidad.

## Reconstrucción

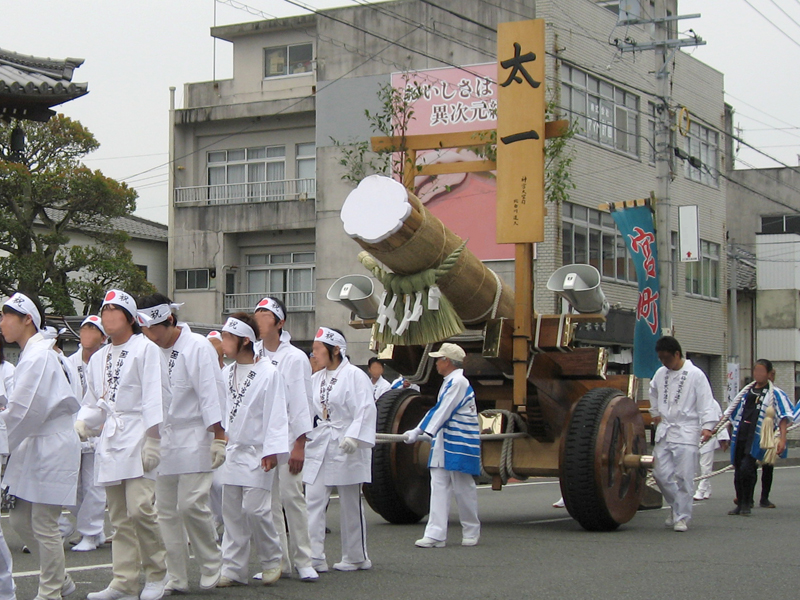
Escena del Festival de Okihiki, en donde la madera de ciprés japonés que será usado en la próxima reconstrucción del santuario es llevado a través de la ciudad de Ise en dirección a Naikū y Gekū.

Los santuarios de Naikū y Gekū, al igual que el Puente Uji y los tesoros del santuario, son desmantelados y se construyen nuevas edificaciones y objetos con la misma forma, en un sitio adyacente cada 20 años; según la creencia Shintō de que la naturaleza muere y renace en un período de veinte años, en una ceremonia de purificación que tenía como objetivo mantener las edificaciones en un constante buen estado, manteniendo su estilo original. Este suceso especial se conoce en japonés como Jingū Shikinen Sengū (神宮式年遷宮?   literalmente, "año de la ceremonia del traslado de los santuarios en el Santuario").
Se conoce que la primera reconstrucción fue hecha por la Emperatriz Jitō en 692, por lo tanto las edificaciones han heredado un estilo arquitectónico propio de esa época. Esta ceremonia se ha realizado de manera casi continua desde entonces (solamente hubo una suspensión por cien años durante la guerra civil del siglo XV). Las actuales edificaciones, provienen de la 62.ª reconstrucción en 2013.
En el período en que transcurre entre una reconstrucción y otra, se realizan diversos festivales que marcan eventos especiales. El Festival de Okihiki, es el más importante y se realiza en la primavera por dos años consecutivos, en los años intermedios a la reconstrucción, donde participan los habitantes de las ciudades vecinas, y transportan inmensos troncos de ciprés japonés a través de las calles de la ciudad de Ise, en dirección a Naikū y Gekū. En conmemoración a la reconstrucción de 2013, el festival de Okihiki se celebró en 2006 y en 2007. Un año después de celebrar el festival, los carpinteros comienzan a preparar la madera con miras a la reconstrucción.

### Calendario
El Jingū Shikinen Sengū consiste en una serie de festivales que comienzan varios años antes de la propia ceremonia. Durante la 61.ª reconstrucción estos festivales ocurrieron entre 1985 y 1994, teniendo su clímax en 1993. En la 62.ª reconstrucción sucederá entre 2005 y 2014.
| Yamaguchisai                               | 山口祭           | Se le rinde una plegaria a los kami que habitan en el pie de las montañas, con el fin de obtener el permiso de entrar a la montaña y cortar la madera sagrada que será usada como el pilar central del nuevo santuario. | 2 de mayo de 1985 | 2 de mayo de 2005 |
| Konomotosai                                | 木本祭           | Se le rinde una plegaria a los kami que habitan en las raíces del árbol del cual se obtendrá el pilar central del santuario. Este rito se realiza en secreto durante la noche del Yamaguchisai. Tanto el Yamaguchisai y el 'Konomotosai se realizan en las montañas sagradas que conforman parte del Santuario. | 2 de mayo de 1985 | 2 de mayo de 2005 |
| Sonoma-hajimesai                           | 御杣始祭         | Inicio oficial del corte de los cipreses japoneses cuya madera será usada para los nuevos santuarios. Se ora para obtener seguridad durante el corte y transporte de la madera. Estos árboles son cortados en la cadena montañosa de Kiso, en las prefecturas de Nagano y Gifu. | 3 de junio de 1985 | 3 de junio de 2005 |
| Mihishirogi-hōeishiki                      | 御樋代木奉曳式   | Ceremonia del transporte de los materiales con el mihishiro (御樋代?), la caja de madera sagrada que simboliza a los kami, del área de Kiso a Ise. | 10 de junio de 1985 (en Naikū) 11 de junio de 1985 (en Gekū) | 9 de junio de 2005 (en Naikū) 10 de junio de 2005 (en Gekū) |
| Mifunashirosai                             | 御船代祭         | Ceremonia del corte de los materiales portando el mifunashiro (御船代?), una caja de madera en forma de bote que contiene al mishihiro. | 17 de septiembre de 1985 (en Naikū) 19 de septiembre de 1985 (en Gekū) | 17 de septiembre de 2005 (en Naikū) 19 de septiembre de 2005 (en Gekū) |
| Okihiki-hajimeshiki u Okihikizomeshiki     | 御木曳初式       | Marca el inicio del empuje de la madera al santuario. Los shinryōmin (神領民?), o habitantes que viven cerca del Santuario, transportan la madera a Naikū y Gekū. Usan ropas tradicionales y recitan el canto Kiyari (木遣り歌?), originario de la provincia de Ise. | 12 de abril de 1986 (en Naikū) 13 de abril de 1986 (en Gekū) | 12 de abril de 2006 (en Naikū) 13 de abril de 2006 (en Gekū) |
| Kozukuri-hajimesai                         | 木造始祭         | Se rinde una oración por la seguridad de los carpinteros cuando comiencen a cortar la madera. | 21 de abril de 1986 | 21 de abril de 2006, excepto: Aramatsuri no miya y Taka no miya (22 de abril) Tsukiyomi no miya (Naikū) (23 de abril) Takihara no miya e Izawa no miya (25 de abril) Kazahi no mi no miya y Yamatohime no miya (27 de abril) Tsuchi no miya, Tsukiyomi no miya (Gekū) y Kaze no miya (28 de abril) |
| Okihiki-gyōji (primero)                    | 御木曳行事       | Esta ceremonia se realiza en dos eventos; la madera que se usará en el Shikinen Sengū es enviado a los santuarios. La que se usará en Naikū es transportado por el río Isuzu, y la que se usará en Gekū es enviado mediante unos carruajes llamados okihikiguruma. Esta ceremonia es realizada por los habitantes de la ciudad de Ise y localidades vecinas, en colaboración con la Asociación de Creyentes del Santuario. En la 61.ª ceremonia participaron casi 20 mil personas (en los dos eventos); durante la 62.ª ceremonia participaron 35.000 personas (en el primer evento). | 26 de abril, 27 de abril, 29 de abril, 10 de mayo, 11 de mayo, 17 de mayo, 18 de mayo, 24 de mayo, 25 de mayo, 31 de mayo y 1 de junio de 1986 (en Gekū) 17 de mayo, 18 de mayo, 24 de mayo y 25 de mayo de 1986 (en Naikū)        | 5 de mayo, 6 de mayo, 7 de mayo, 12 de mayo, 13 de mayo, 14 de mayo, 19 de mayo, 20 de mayo, 21 de mayo, 26 de mayo, 27 de mayo, 28 de mayo, 2 de junio, 3 de junio y 4 de junio de 2006 (en Gekū) 22 de julio, 23 de julio, 29 de julio y 30 de julio de 2006 (en Naikū)                          |
| Kari-mihishirogi-bassaishiki               | 仮御樋代木伐採式 | Ceremonia en donde se le pide a los kami que habitan en el árbol que se usará para fabricar el Kari-mihishirogi (仮御樋代?), una caja temporal de madera que se usará años después durante la ceremonia de transferencia de los símbolos de los kami. | 13 de julio de 1986 | 17 de mayo de 2006 |
| Okihiki-gyōji (segundo)                    | 御木曳行事       | Véase Okihiki-gyōji (primero). | 5 de mayo, 9 de mayo, 10 de mayo, 16 de mayo, 17 de mayo, 23 de mayo, 24 de mayo, 25 de mayo, 30 de mayo, 31 de mayo, 6 de junio y 7 de junio de 1987 (en Gekū) 10 de mayo, 17 de mayo, 24 de mayo y 31 de mayo de 1987 (en Naikū) | 4 de mayo, 5 de mayo, 6 de mayo, 12 de mayo, 13 de mayo, 19 de mayo, 20 de mayo, 26 de mayo, 27 de mayo, 2 de junio y 3 de junio de 2007 (en Gekū) 21 de julio, 22 de julio, 28 de julio, 29 de julio, 4 de agosto y 5 de agosto de 2007 (en Naikū)                                                |
| Chinchisai                                 | 鎮地祭           | Se le rinde una plegaria de consolación a los kami que habitan en el sitio donde el nuevo santuario será construido. | 25 de abril de 1988 | Abril de 2008 |
| Ujibashi-watari-osameshiki                 | 宇治橋渡納式     | Ceremonia de inicio de la reconstrucción del Puente Uji. | 16 de enero de 1989 | Enero de 2009 |
| Ujibashi-watari-hajimeshiki                | 宇治橋渡始式     | Ceremonia de celebración por la finalización de la reconstrucción del Puente Uji. | 3 de noviembre de 1989 | Noviembre de 2009 |
| Ritchūsai                                  | 立柱祭           | Se erige el primer pilar del Santuario Principal. | 11 de marzo de 1992 (en Naikū) 13 de marzo de 1992 (en Gekū) | Marzo de 2012 |
| Gogyōsai                                   | 御形祭           | En esta ceremonia se coloca el gogyō (御形?), una placa de metal que aleja los malos espíritus, ubicada bajo el gablete del extremo final del techo del Santuario Principal. Se celebra en el mismo día que el Ritchūsai. | 11 de marzo de 1992 (en Naikū) 13 de marzo de 1992 (en Gekū) | Marzo de 2012 |
| Jōtōsai                                    | 上棟祭           | Se levanta el poste del caballete del Santuario Principal. | 26 de marzo de 1992 (en Naikū) 28 de marzo de 1992 (en Gekū) | Marzo de 2012 |
| Nokitsukesai                               | 檐付祭           | Ceremonia de cubrimiento del techo del Santuario Principal con una paja llamada kaya (萱?). | 23 de mayo de 1992 (en Naikū) 25 de mayo de 1992 (en Gekū) | Mayo de 2012 |
| Irakasai                                   | 甍祭             | Puesta de los ornamentos de metal en varias partes del Santuario Principal, tales como el chigi (千木?), que son los ornamentos en cruz. | 21 de julio de 1992 (en Naikū) 23 de julio de 1992 (en Gekū) | Julio de 2012 |
| Oshiraishi-mochi-gyōji                     | お白石持行事     | Ceremonia de la puesta de los oshiraishi (お白石?), guijarros blancos ubicados en el terreno sagrado sobre el nuevo santuario, realizado por los habitantes de la ciudad de Ise y por creyentes de todo el país. En la 61.ª ceremonia participaron alrededor de 210.000 personas. | Del 31 de julio al 11 de agosto y del 17 de agosto al 19 de agosto de 1993 (en Naikū) Del 2 de agosto al 30 de agosto de 1993 (en Gekū)                                                                                            | Julio y agosto de 2013 |
| Mitosai                                    | 御戸祭           | Ceremonia de la confección del agujero que servirá para la llave de la puerta sagrada de la nueva edificación. | 13 de septiembre de 1993 (en Naikū) 15 de septiembre de 1993 (en Gekū) | Septiembre de 2013 |
| Mifunashiro-hōnōshiki                      | 御船代奉納式     | Ceremonia de la puesta del mifunashiro, la caja que posee el símbolo del kami, en el Santuario Principal. | 17 de septiembre de 1993 (en Naikū) 19 de septiembre de 1993 (en Gekū) | Septiembre de 2013 |
| Arai-kiyome                                | 洗清             | Ceremonia de purificación del nuevo Santuario Principal con el agua sagrada. | 24 de septiembre de 1993 (en Naikū) 26 de septiembre de 1993 (en Gekū) | Septiembre de 2013 |
| Shin-no-mihashira-hōken                    | 心御柱奉建       | Ceremonia de la puesta del shin-no-mihashira (心御柱?), el pilar sagrado central del Santuario Principal. | 25 de septiembre de 1993 (en Naikū) 27 de septiembre de 1993 (en Gekū) | Septiembre de 2013 |
| Kotsukisai                                 | 杵築祭           | Ceremonia de consolidación de la base de los pilares del Santuario Principal. | 28 de septiembre de 1993 (en Naikū) 29 de septiembre de 1993 (en Gekū) | Septiembre de 2013 |
| Gochinsai                                  | 後鎮祭           | Se celebra la terminación del Santuario Principal y se ofrecen oraciones a los kami que habitan en la base del nuevo santuario, con el fin de dar estabilidad al suelo. | 1 de octubre de 1993 (en Naikū) 4 de octubre de 1993 (en Gekū) | Octubre de 2013 |
| Onshōzoku-shinpō-tokugō                    | 御装束神宝読合   | Ceremonia de presentación de las nuevas ropas y de los nuevos tesoros ofrecidos a los kami por el emperador. | 1 de octubre de 1993 (en Naikū) 4 de octubre de 1993 (en Gekū) | Octubre de 2013 |
| Kawara-ōharai                              | 川原大祓         | Ceremonia de purificación de las nuevas ropas y tesoros dedicados a los kami, en compañía de la Saishu, del Daigūji y otros sacerdotes. | 1 de octubre de 1993 (en Naikū) 4 de octubre de 1993 (en Gekū) | Octubre de 2013 |
| Okazari                                    | 御飾             | Ceremonia de decoración del interior de la nueva edificación con los nuevos ropajes y tesoros sagrados, con el fin de realizar el Sengyo. | 2 de octubre de 1993 (en Naikū) 5 de octubre de 1993 (en Gekū) | Octubre de 2013 |
| Sengyo                                     | 遷御             | Ceremonia de transferencia del símbolo del kami de la vieja a la nueva edificación. Es la culminación de todas las ceremonias de reconstrucción. | 2 de octubre de 1993 (en Naikū) 5 de octubre de 1993 (en Gekū) | Octubre de 2013 |
| Ōmike                                      | 大御饌           | Ceremonia donde se sirve la primera comida sagrada ante el kami en el nuevo santuario, posterior al Sengyo. | 3 de octubre de 1993 (en Naikū) 6 de octubre de 1993 (en Gekū) | Octubre de 2013 |
| Hōhei                                      | 奉幣             | Ceremonia realizada por el enviado imperial en donde ofrece la seda sagrada y otros materiales sagrados ante el kami, en el día siguiente al Sengyo. | 3 de octubre de 1993 (en Naikū) 6 de octubre de 1993 (en Gekū) | Octubre de 2013 |
| Komotsu-watashi                            | 古物渡           | Ceremonia de transferencia de algunos tesoros sagrados del antiguo santuario al Saihōden (西宝殿?), la casa occidental de los tesoros, del nuevo santuario. | 3 de octubre de 1993 (en Naikū) 6 de octubre de 1993 (en Gekū) | Octubre de 2013 |
| Mikagura-mike                              | 御神楽御饌       | Ceremonia donde se sirve la comida sagrada ante el kami, previo a la ceremonia de Mikagura. | 3 de octubre de 1993 (en Naikū) 6 de octubre de 1993 (en Gekū) | Octubre de 2013 |
| Mikagura                                   | 御神楽           | Ceremonia dirigida por los músicos de la corte de la Familia Imperial que ofrecen música y danza ceremonial de corte (kagura). Se realiza en la noche del día posterior al Sengyo. Esta es la celebración culminante del Santuario Principal. | 3 de octubre de 1993 (en Naikū) 6 de octubre de 1993 (en Gekū) | Octubre de 2013 |
| Sengū en Aramatsuri no miya y Taka no miya |                  | Se repite la ceremonia de reconstrucción en ambos santuarios, después de completar la construcción del Santuario Principal de Naikū y Gekū. | Octubre de 1993 | Octubre de 2013 |
| Sengū en los Betsugū                       |                  | Cada uno de los 12 Betsugū (Santuarios subordinados) restantes, celebra su ceremonia de reconstrucción al año siguiente de haber terminado la construcción del Santuario Principal de Naikū y Gekū. | 1994 | 2014 |

## Organización del Santuario

### Jinja Honchō
El Jinja Honchō (神社本庁?   literalmente, Asociación de Santuarios Shintō) es una organización religiosa que administra no solamente el Santuario de Ise, sino unos 80.000 santuarios en Japón. Fundada en febrero de 1946 con el consenso de todos los santuarios, tiene como objetivo principal la administración de estos y la preservación de las ceremonias y rituales Shintō. Entre sus principales actividades se menciona la reverencia al Gran Santuario de Ise y la distribución de sus amuletos.

### Jingū Shichō
El Jingū Shichō (神宮司庁?   literalmente, Oficina de la Administración del Santuario) es el organismo encargado de la administración del Santuario de Ise. Sus oficinas se encuentran en la parte norte de Naikū.
Desde comienzos de la era Meiji hasta el fin de la Segunda Guerra Mundial, época donde se desarrolló el Shintō estatal, fue un organismo nacional que estaba bajo la jurisdicción del Ministerio de Interior. Actualmente, es una oficina ejecutiva del Santuario de Ise.
La Saishū (Suma Sacerdotisa) es la presidenta del organismo. La organización ejecutiva del Santuario está encabezada por el Daigūji (Sumo Sacerdote) y la organización de los festivales y ceremonias está encabezada por el Shōgūji (Asistente del Sumo Sacerdote). 
El personal encargado de los servicios dentro del Santuario consiste en:
- El clero, conformado por los sacerdotes shinto (神職 shinshoku?);
- El departamento de música, conformado por las maihime (舞女?   literalmente, mujer danzarina), los reijin (伶人?   literalmente, músicos del santuario), los directores de banda (楽長 gakuchō?) y el jefe de música (楽師 gakushi?);
- El departamento de comercio y tecnología, conformado por el secretario (参事 sanji?), el administrador (主事 shuji?), el registrador (録事 rokuji?), los ingenieros (技師 gishi?) y el ingeniero jefe (技監 gikan?);
- Los curadores del Museo de Historia del Santuario;
- Los bibliotecarios de la Biblioteca del Santuario;
- Los maestros del Parvulario del Santuario (神宮幼稚園 Jingū Yōchien?);
- Los profesores del Instituto de Capacitación del Santuario (神宮研修所  Jingū Kenshūjo?);
- El personal encargado del mantenimiento de las propiedades imperiales dentro del Santuario y del bosque del Santuario, y
- Los guardianes del santuario (神宮衛士 Jingū Eji?).

### Clero
Dentro del Santuario de Ise existen más de 100 sacerdotes que tienen como función servir a los kami diariamente. Existe una jerarquía dentro de los sacerdotes, desglosado en las siguientes categorías:

### SaiōySaishu

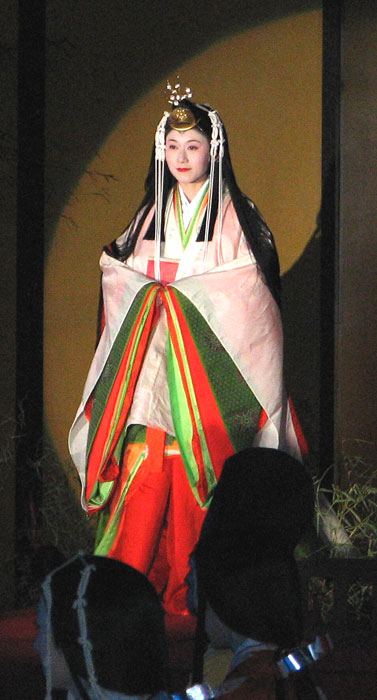
Mujer representando a una Saiō del período Heian.

Desde finales del siglo VII hasta el siglo XIV, el cargo de Suma Sacerdotisa del Santuario de Ise fue asignado a una princesa soltera perteneciente a la Familia Imperial de Japón, conocida con el título de Saiō o Saigū (斎宮?). Según el Man'yōshū (La antología de las diez mil hojas), la primera Saiō que existió en el santuario fue la princesa Okunohime-miko, hija del Emperador Tenmu (673 – 686). La Saiō es mencionada en los capítulos Aoi, Sakaki y Yugao del Genji Monogatari, al igual que en el capítulo 69 del Ise Monogatari. Este sistema desaparecería con la convulsión política del período Nanboku-chō, que provocó la división temporal de la Familia Imperial en dos facciones rivales hasta finales del siglo XIV.
El puesto de Suma Sacerdotisa sería restablecido durante la era Meiji, con el nombre de Saishu (祭主?); sin embargo tras la derrota de Japón en la Segunda Guerra Mundial y posteriormente en la Ocupación Aliada de Japón, en donde el Shintō dejó de ser la religión oficial del estado, el nombramiento de la Saishu fue modificado y actualmente las antiguas miembros que formaron parte de la Familia Imperial o sus descendientes pueden aplicar al cargo, bajo el consentimiento del emperador.
La Saishu es la miembro principal del clero del santuario, presidenta del Jingū Shichō y participa en ceremonias muy especiales tales como el Kinnensai, Tsukinamisai y Kannamesai. La actual Suma Sacerdotisa del Santuario de Ise es Sayako Kuroda (hija del Emperador Akihito), quien sustituyó en mayo de 2017 a su tía paterna Atsuko Ikeda (1988-2017); esta, a su vez asumió el cargo en 1988; su antecesora fue su hermana mayor Kazuko Takatsukasa (1974–1988), tercera hija del Emperador Hirohito.

### Daigūji

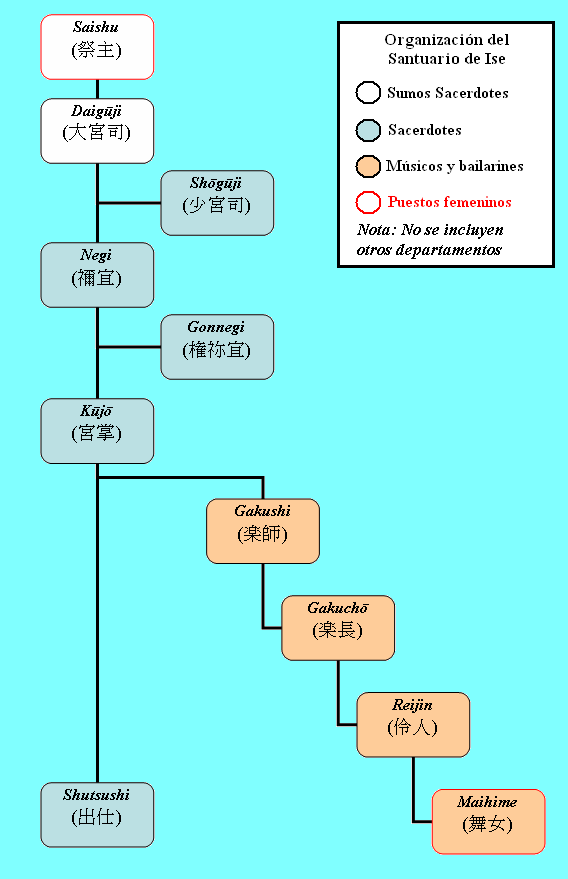
Organización del clero y de los músicos en el Santuario de Ise.

El Sumo Sacerdote o Daigūji (大宮司?) es el representante ejecutivo del Santuario y su nivel jerárquico se encuentra debajo de la Saishu. Desde la era Meiji hasta el final de la Segunda Guerra Mundial, este cargo tenía alcance nacional y era nombrado por el emperador.
Actualmente, su escogencia es similar a la Saishu, antiguos miembros de la Familia Imperial o sus descendientes. Su principal deber es la representación del Santuario y la asistencia de la Saishu en los servicios religiosos, ejecución de las ceremonias y comisión de los festivales.
El actual Sumo Sacerdote del Santuario de Ise es Naotake Takatsukasa, quien asumió el cargo el 2 de julio de 2007; su antecesor fue Michihisa Kitashirakawa (abril de 2001 – 2 de julio de 2007), bisnieto del Emperador Meiji.

### Sacerdotes
Debajo de los Sumos Sacerdotes, se encuentran los sacerdotes, desglosados de la siguiente manera por orden de jerarquía:
- Shōgūji (少宮司?): Asistente del Sumo Sacerdote;
- Negi (禰宜?): Sacerdote Jefe;
- Gonnegi (権祢宜?): Suplente del Sacerdote Jefe;
- Kūjō (宮掌?): Sacerdote;
- Gakushi (楽師?): Músico ceremonial de la Corte, jefe del departamento musical; y
- Shutsushi (出仕?): Aprendiz de Sacerdote.

### Asociación de creyentes
Oficialmente en el Santuario existe una fundación organizada por los creyentes llamada Fundación de Creyentes del Santuario de Ise (伊勢神宮崇敬会 Ise-jingū Sūkeikai?). Entre las principales actividades se encuentran la asesoría y orientación de las personas que desean conocer el Santuario y la promoción de este. Esta fundación administra un hotel llamado Jingū Kaikan (神宮会館?), localizado a cinco minutos de Naikū, que posee algunas facilidades en sus instalaciones y guías al Santuario.

## Naikū

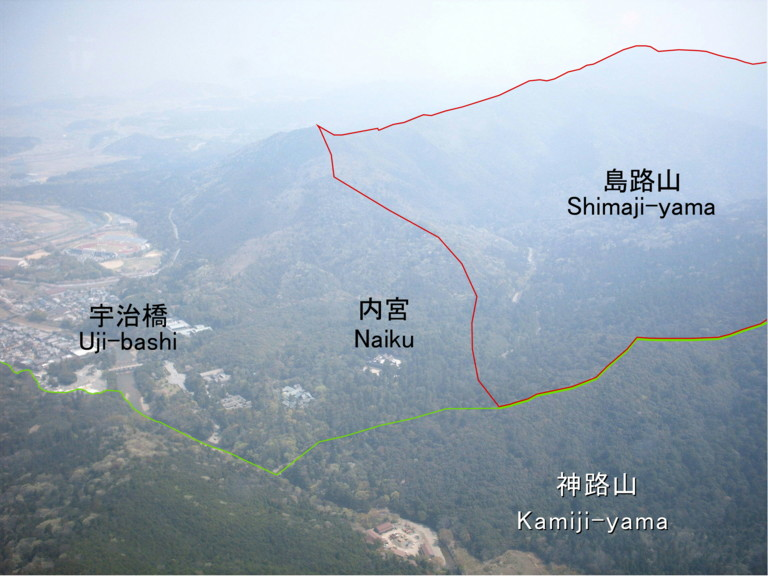
Vista aérea de Naikū. A la izquierda, el barrio de Ujitachi que forma parte de la zona urbana de Ise; a la derecha, los montes Kamiji y Shimaji, parte de la zona del bosque del Santuario de Ise.

El Santuario Interior, llamado también Naikū (conocido oficialmente como Kōtai-jingū), se encuentra en el barrio de Ujitachi, al sur de la ciudad de Ise, y es lugar de adoración de la diosa Amaterasu Ōmikami. Fundada según la leyenda en el año 4 a. C., consiste de una zona de 5.500 hectáreas, de las cuales unos 3500 corresponden a una zona de cultivo de árboles de ciprés japonés, y que son necesarios para realizar la ceremonia de reconstrucción. En este lugar, se encuentra uno de los Tesoros Nacionales; se cree que está el Espejo Sagrado (Yata no kagami). Entre las estructuras más importantes de Naikū se encuentran:

### Puente Uji
El Puente Uji (宇治橋 Uji-bashi?), es un puente tradicional japonés hecho de madera que atraviesa el sagrado río Isuzu, y se encuentra en la entrada de Naikū. Mide alrededor de 100 metros, y en los dos extremos del puente están coronados con un torii y representa el paso del mundo profano al mundo sagrado. Al igual que los demás santuarios, este puente es reconstruido cada 20 años, en el Shikinen Sengū.

### Temizusha
Luego de cruzar un corto y amplio puente, se llega al Temizusha (手水舎?), que es una pequeña estructura en forma de terraza que posee una fuente de agua que es usada en el ritual de purificación. Todos los visitantes deben lavar sus manos y boca en este lugar, como un acto simbólico de limpiar la mente y cuerpo de impurezas. El primero de los dos torii principales que existen en el santuario, se encuentra después del Temizusha.

### SaikanyAnzaisho
Al cruzar el primer torii principal, a la izquierda se encuentran el Saikan (斎館?   literalmente, Salón de la purificación) y el Anzaisho (行在所?   literalmente, Salón de visita para la Familia Imperial). El primer salón es usado por los sacerdotes para purificarse antes de realizar las ceremonias en el santuario. Este proceso dura alrededor de una o dos noches, con el fin de liberar sus mentes de ideas terrenales, participando en baños y consumiendo alimentos cocinados con el fuego sagrado. El segundo salón es usado con el mismo fin que el Sainan, pero este es usado por el Emperador o por un emisario de la Familia Imperial, que participa regularmente en las ceremonias.

### Mitarashidel río Isuzu

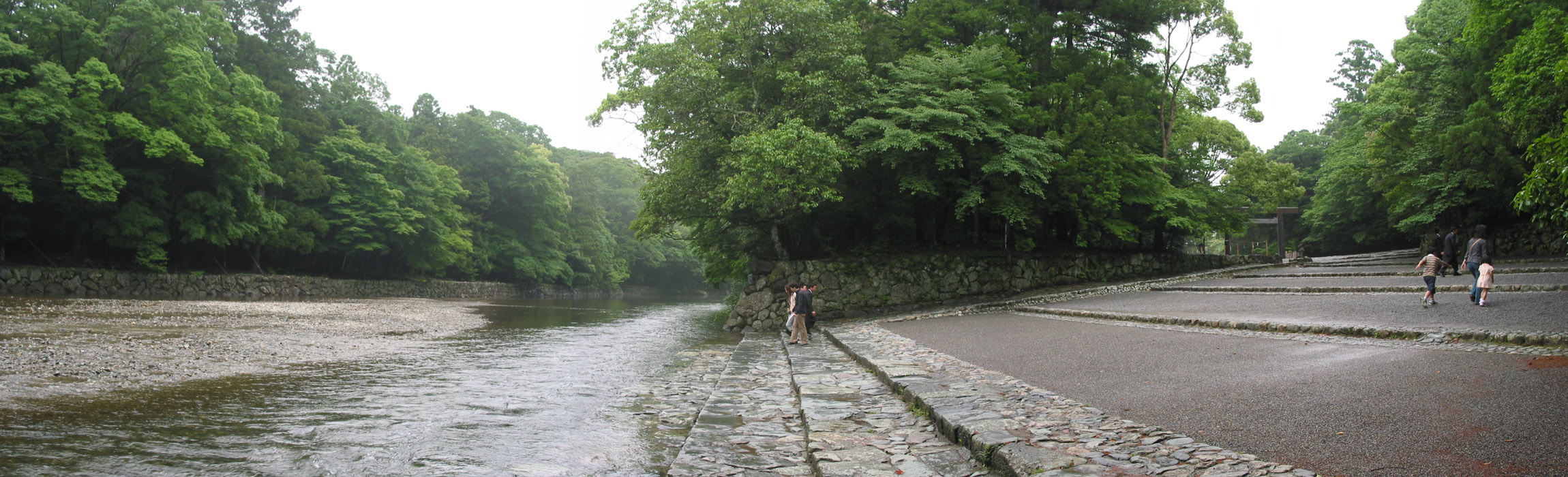
Mitarashi del río Isuzu.

Después de atravesar el Saikan y Anzaisho, se llega a un camino que conduce al río Isuzu y luego al Mitarashi (御手洗?   literalmente, lugar de ablución) del río Isuzu. Desde tiempos antiguos, los peregrinos del Santuario se han purificado en este lugar, previo a la adoración de Amaterasu. Lavando las manos y la boca, se purifica la mente y el cuerpo del devoto.

### Kaguraden
Al cruzar el segundo torii principal, se encuentra el Kaguraden (神楽殿?   literalmente, Salón de Kagura) de Naikū, que es el salón de las oraciones; está abierta al público para ofrecer plegarias a los kami, otorgar donaciones u obtener talismanes especiales de protección, amuletos o pergaminos dedicados a Amaterasu Ōmikami. También en este lugar se realiza el baile ritual kagura, nombre que se le da al salón.

### Imibiyaden
En el Imibiyaden (忌火屋殿?) de Naikū se encuentra el fuego sagrado usado para cocinar todas las ofrendas de alimentos a los kami. El arroz y otros alimentos son cocinados y guardados en una caja hecha de ciprés japonés, luego son purificados en el Haraedo, al frente del Imibiyaden antes de ser ofrecidos a los kami.

### Kōtai Jingū
El punto culminante del peregrinaje es el Santuario Principal de Naikū, a través de una escalinata de piedra. Debido a que el santuario principal está restringido y separado de los peregrinos por cuatro vallas, estos solo pueden hacer sus plegarias en la primera puerta del santuario. Está prohibida la toma de fotos y hay fuerte vigilancia en el área.
Se cree que en el Santuario Principal se encuentra el Yata no kagami, el Espejo Sagrado; uno de los Tres Tesoros Imperiales, objetos que le fueron dados por Amaterasu Ōmikami al primer emperador de Japón, el Emperador Jinmu. Para algunos fieles, creen que no es posible entrar al Santuario Principal porque la propia diosa Amaterasu se encuentra físicamente en el lugar. 
Desde detrás de la valla es posible ver el techo de la edificación, característica del estilo shinmeizukuri. También es posible ver un espacio abierto, que es el kodenchi del Santuario Principal y que será lugar de la reconstrucción de este en 2013.

### Aramatsuri no miya
El santuario de Aramatsuri no miya (荒祭宮?) se localiza dentro del complejo de Naikū y está subordinado a este (betsugū). Se encuentra a 50 m al norte del Santuario Principal.
El kami al que se le rinde tributo es al espíritu aramitama (vigoroso) de Amaterasu Ōmikami. Dado que este santuario está al mismo nivel que el Santuario Principal (en donde se rinde tributo al espíritu pacífico de Amaterasu), las ceremonias que se realizan en el Santuario Principal son seguidas por ceremonias similares en Aramatsuri no miya, en donde un enviado imperial participa en ambos rituales.

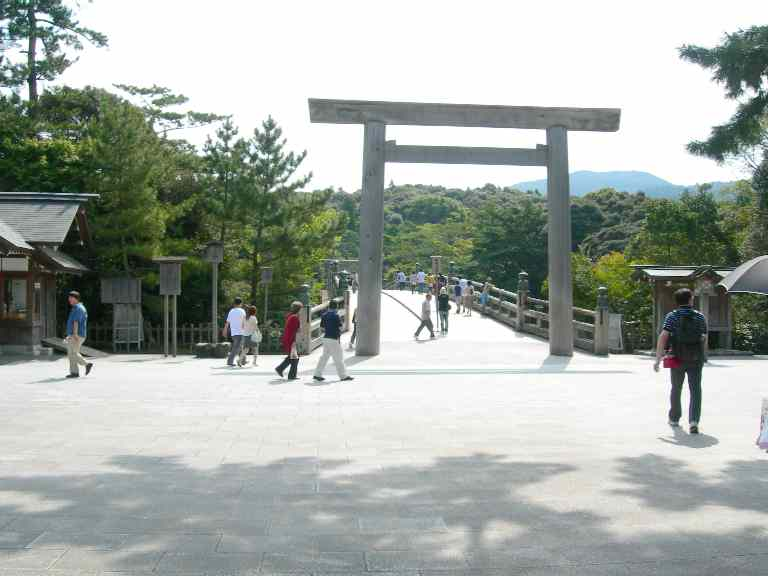
El puente Uji.
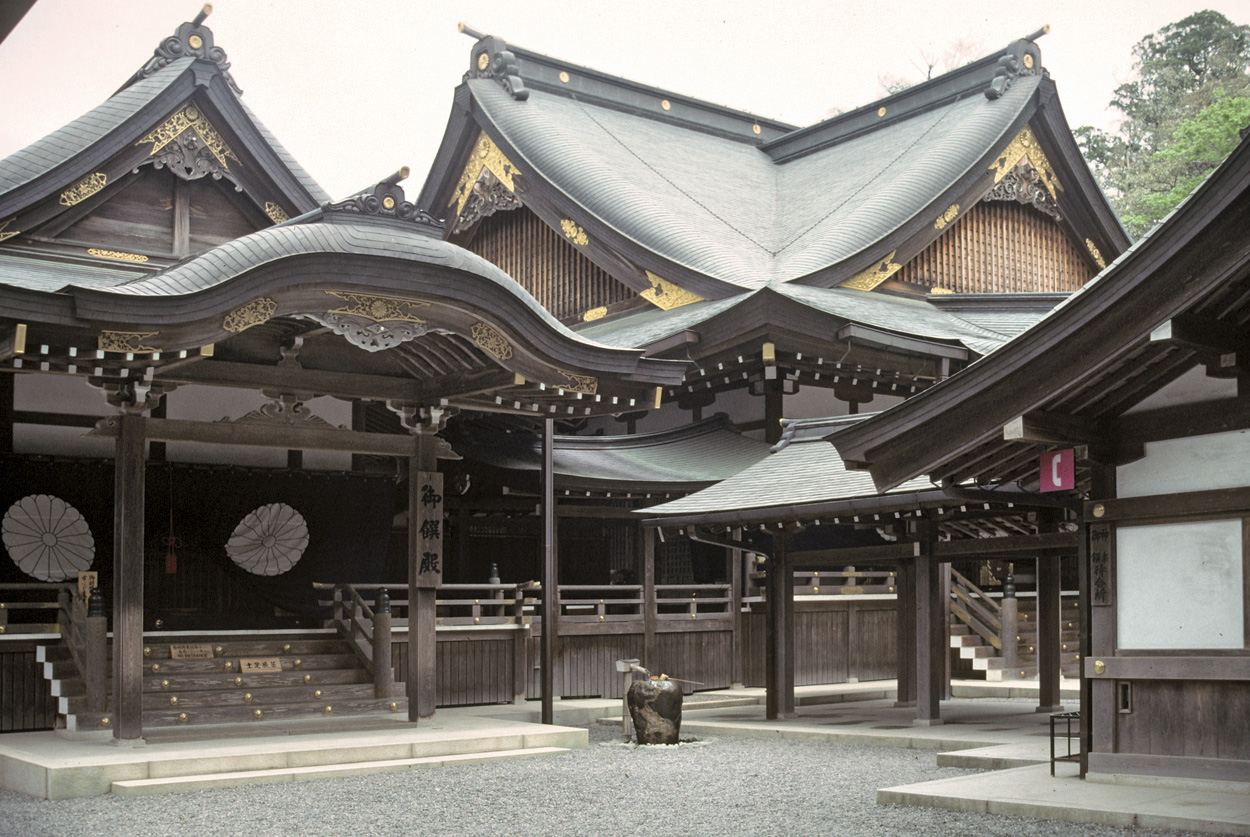
Kaguraden.
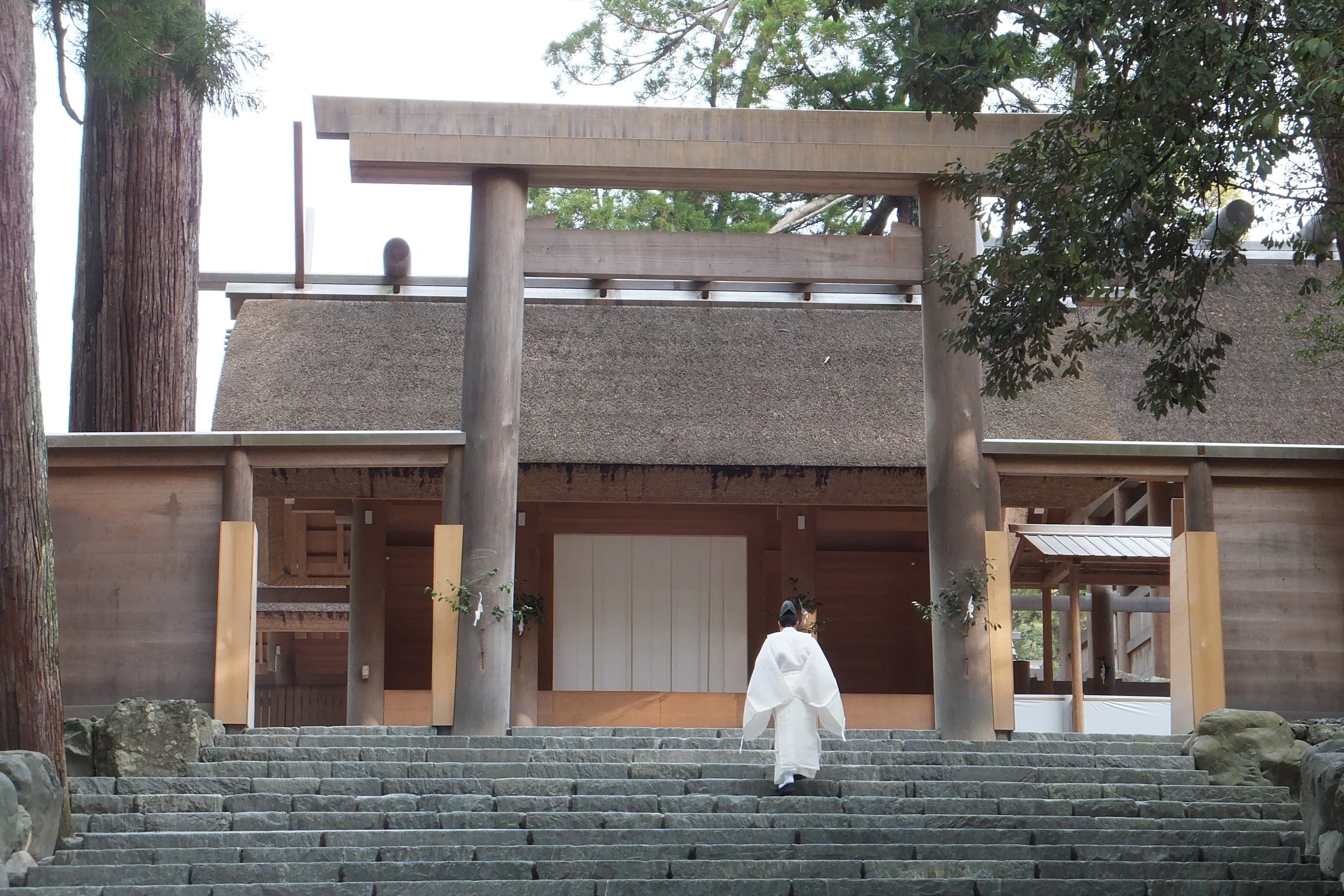
Escalinatas que conducen al Santuario Principal.
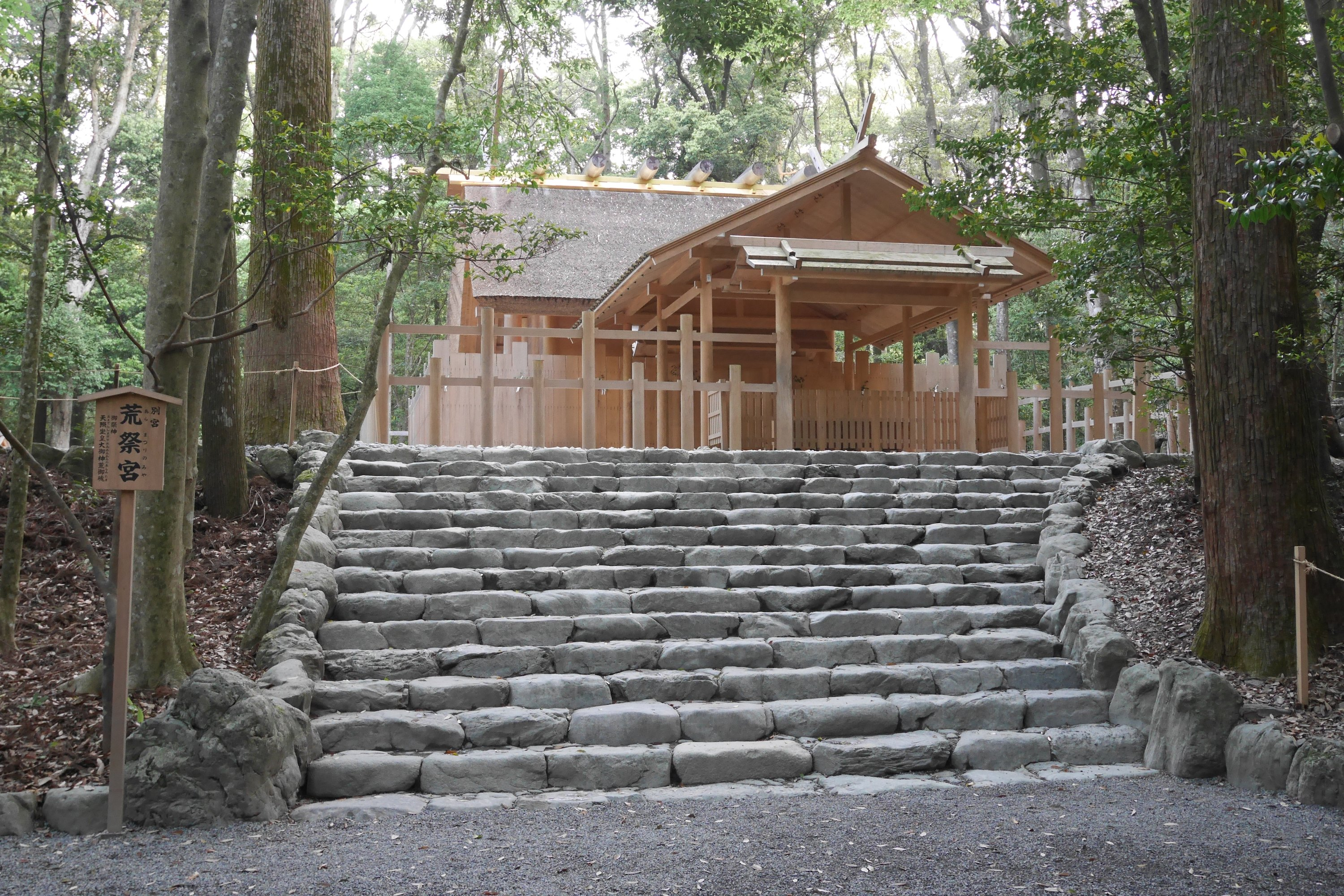
Aramatsuri no miya.

### Tsukiyomi no miya

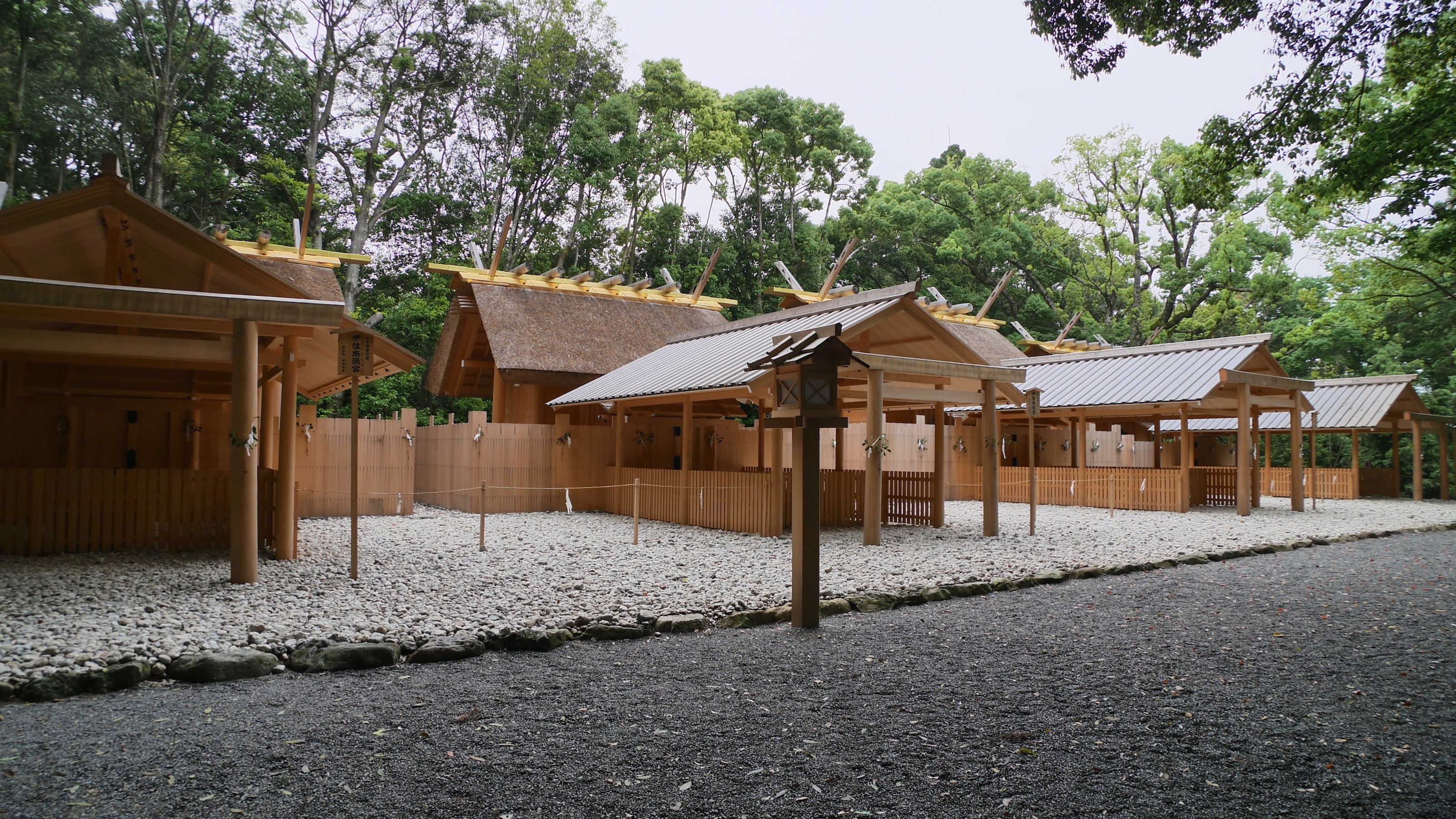
Tsukiyomi no miya.

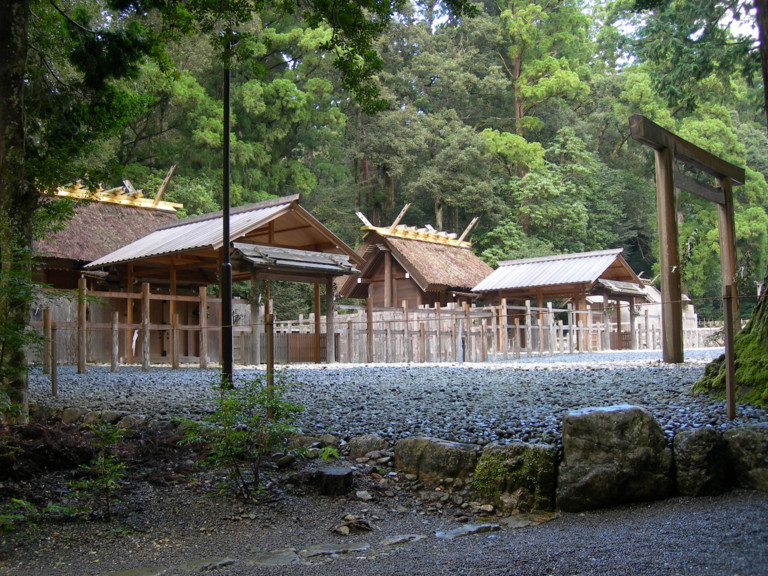
Takihara no narabi no miya (izquierda) y Takihara no miya (derecha).

El santuario de Tsukiyomi no miya (月讀宮?) se localiza fuera del complejo de Naikū y está subordinado a este (betsugū). Se encuentra en Nakamura-cho, en la propia zona urbana de la ciudad de Ise, a 4 km al sureste de Gekū y 2 km al norte de Naikū.
Realmente, es un pequeño complejo de cuatro santuarios betsugū y un santuario massha (de rango inferior al betsugū). Los santuarios betsugū son los siguientes: 
- Tsukiyomi no miya: el santuario propiamente dicho, cuyo kami es Tsukiyomi, hermano de Amaterasu y gobernante del mundo nocturno;
- Tsukiyomi no aramitama no miya: cuyo kami es el espíritu Aramitama de Tsukiyomi;
- Izanagi no miya: cuyo kami es Izanagi, padre de Amaterasu;
- Izanami no miya: cuyo kami es Izanami, madre de Amaterasu.

### Takihara no miya
El santuario de Takihara no miya (瀧原宮?) se localiza fuera del complejo de Naikū y está subordinado a este (betsugū). Se encuentra en Takihara, en el pueblo de Taiki, a 50 km al suroeste de Naikū. Consiste en dos santuarios betsugū: el propio Takihara no miya, y el santuario Takihara no narabi no miya; en ambos santuarios se rinde tributo a espíritus (mitama) de Amaterasu. Se cree que estos dos santuarios fueron construidos hace 2.000 años cuando Yamatohime-no-mikoto para adorar a Amaterasu, antes de la fundación de Naikū.

### Izawa no miya
El santuario de Izawa no miya (伊雑宮?) se localiza fuera del complejo de Naikū y está subordinado a este (betsugū). Se encuentra en Isobe-cho, en la ciudad de Shima, a 15 km al sureste de Naikū. El kami al que se le rinde tributo es un espíritu (mitama) de Amaterasu Ōmikami. Según la leyenda, fue fundada por la princesa Yamatohime-no-mikoto, que lo usaba como lugar para ofrecer comida a la deidad. Es conocida por la ceremonia de Otaueshiki (plantación de arroz en el campo sagrado de Izawa no miya), considerada tesoro nacional de la cultura popular japonesa.

### Kazahi no mi no miya
El santuario de Kazahi no mi no miya (風日祈宮?) se localiza dentro del complejo de Naikū y está subordinado a este (betsugū). Se encuentra a 100 m al sur del Kaguraden. Los kami al que se le rinden tributo son Shinatsuhiko no kami y Shinatobe no kami, deidades del viento y la lluvia, elementos importantes en la agricultura.

### Yamatohime no miya
El santuario de Yamatohime no miya (倭姫宮?) se localiza afuera del complejo de Naikū y está subordinado a este (betsugū). Se encuentra en Kusube-cho, en la zona urbana de la ciudad de Ise; adyacente al Museo de Historia del Santuario y el Museo de Bellas Artes del Santuario. El kami al que se le rinde tributo es la princesa Yamatohime-no-mikoto, fundadora legendaria del Santuario de Ise.

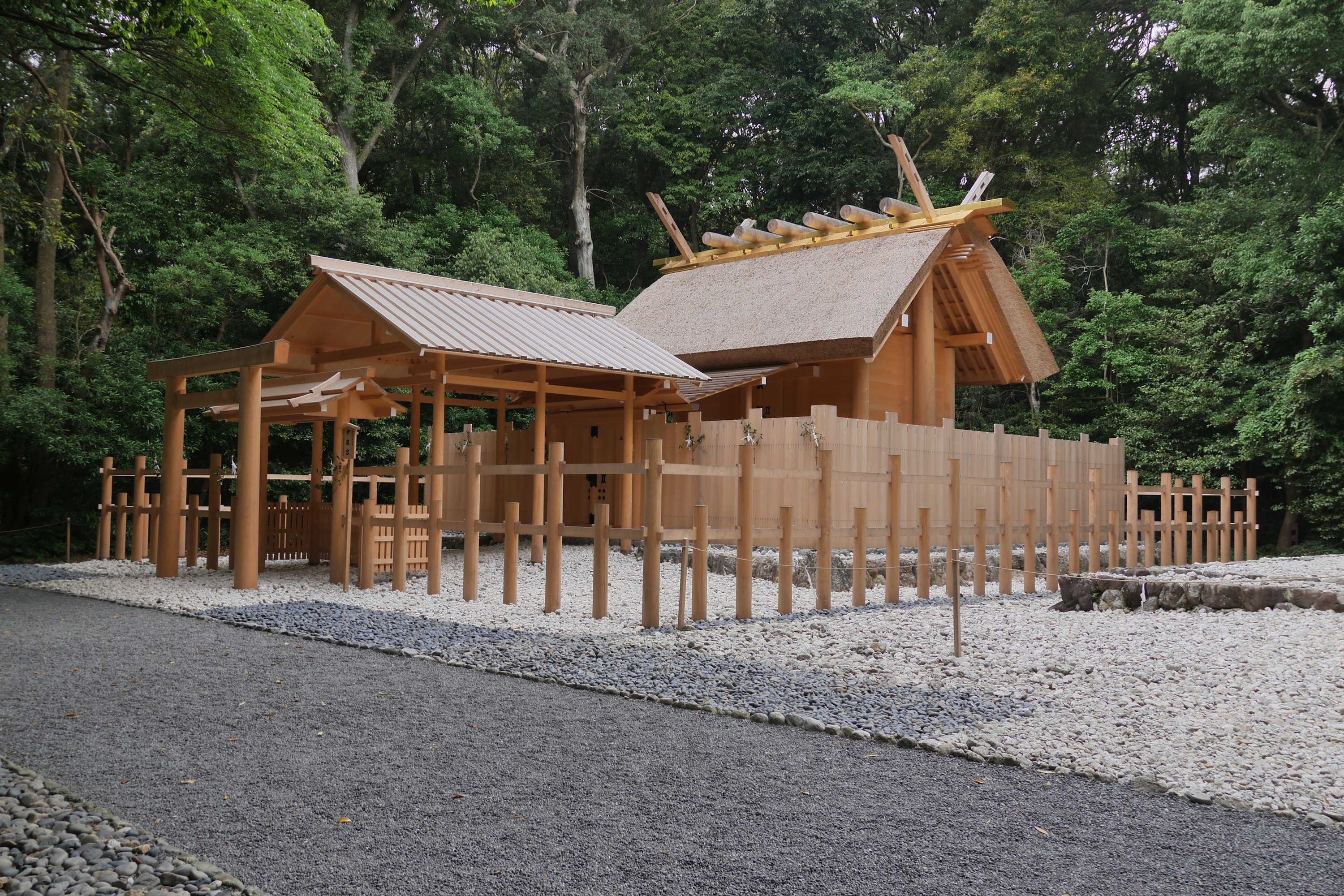
Izawa no miya.
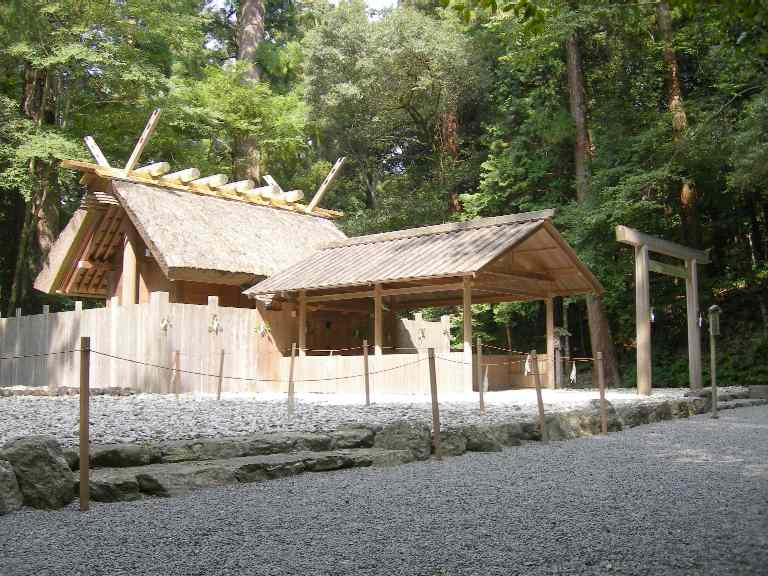
Kazahi no mi no miya.
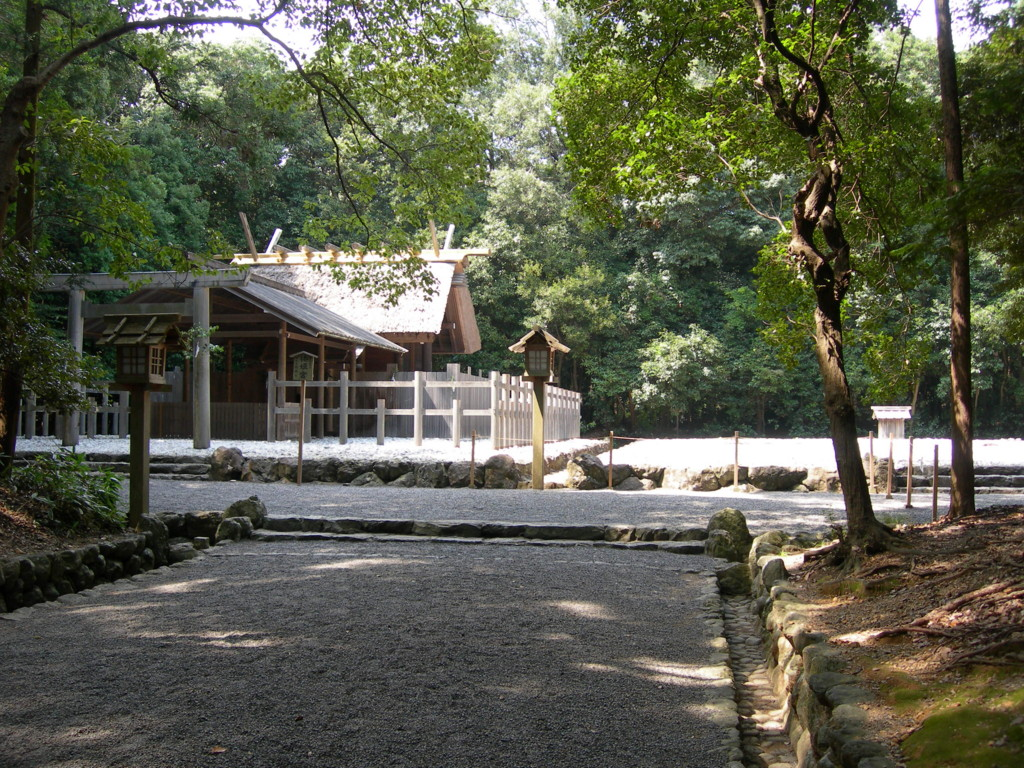
Yamatohime no miya.
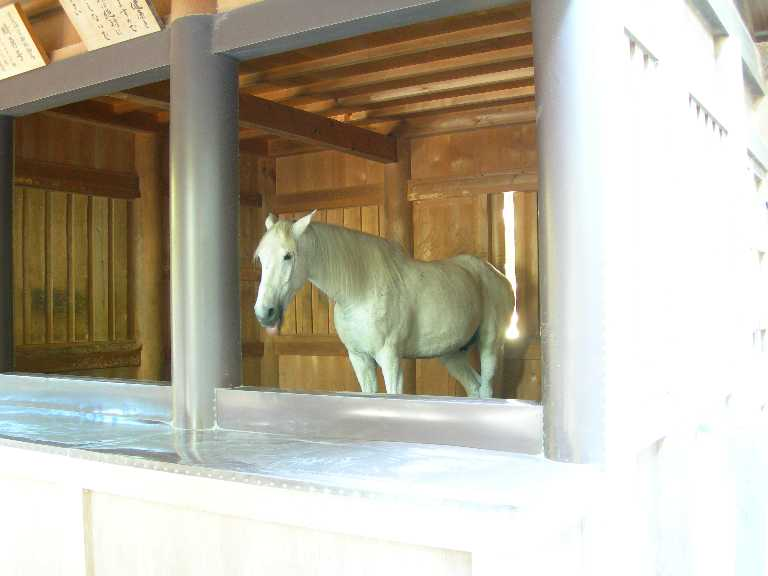
Establo de caballos en Naikū.

### Otros
Existen otras edificaciones y lugares escénicos dentro del complejo de Naikū:

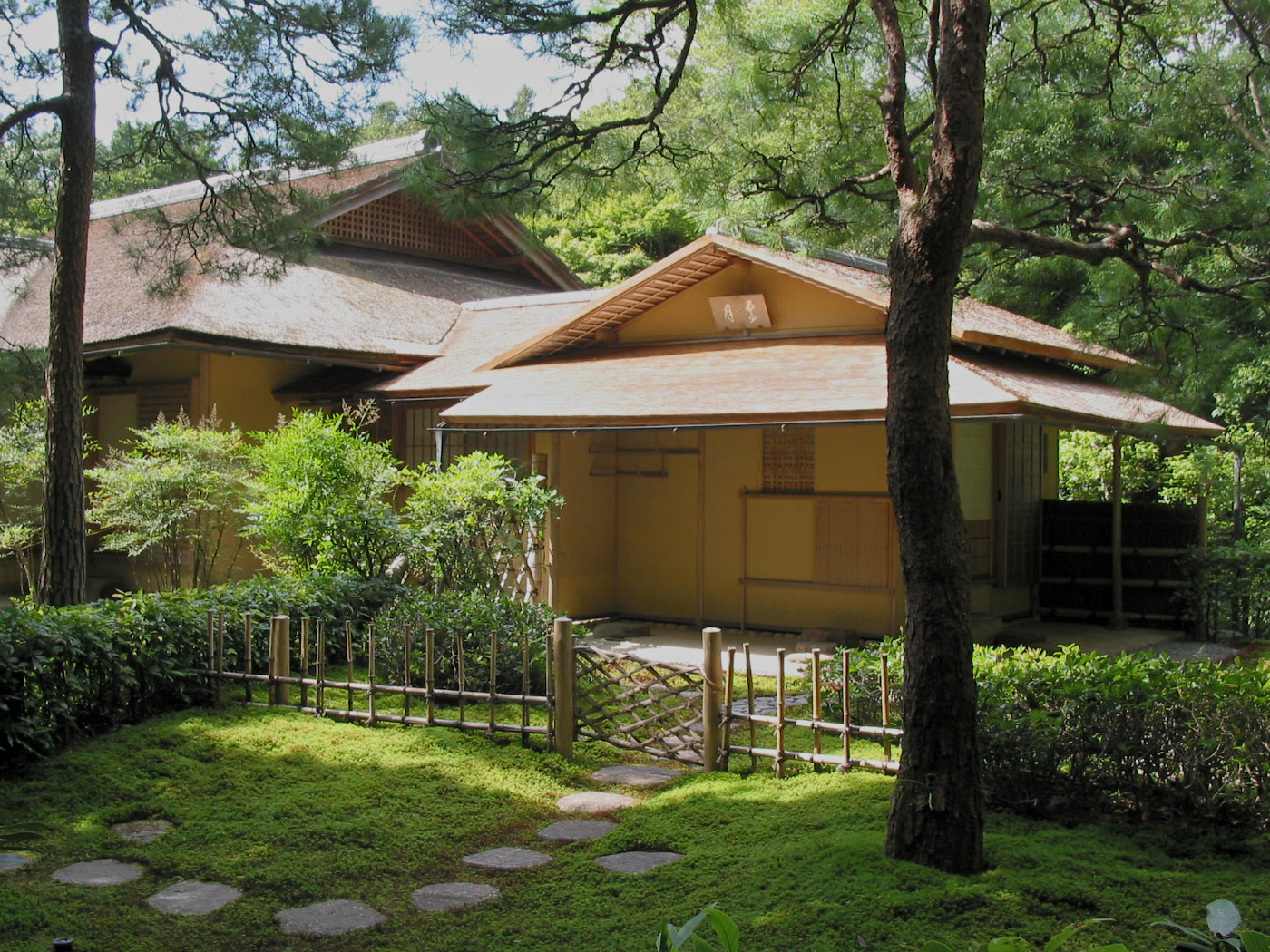
Jingū Chashitsu

- Jingū Chashitsu (神宮茶室?): Casa de la ceremonia japonesa del té, se encuentra justo después de cruzar el puente Uji, fue construida en 1985;
- Edificio de la administración del Santuario: El edificio principal del Jingū Shichō, encargado de la administración del Santuario de Ise se encuentra al norte de Naikū, poco después de la casa de té;
- Jardín de Naikū: Este jardín se encuentra doblando a la derecha a partir de la casa de té, ocasionalmente se hacen exposiciones de flores nacionales;
- Sanshūden (参集殿?): Sala de descanso y de reunión para el público en general, se localiza a un costado del jardín;
- Establos de caballos de la Familia Imperial: Propiedades imperiales, consiste en dos establos: uno adyacente al Sanshūden y otro adyacente al Kaguraden;
- Gojoden: Establecimiento techado para ceremonias especiales;
- Santuario Misakadono: Localizado a lado del Kaguraden. En este lugar se procesa el sake sagrado, usado en las ofrendas; y lugar de la ceremonia de Misakadonosai.
- Geheiden: Lugar de almacenaje temporal;
- Takimatsuri-no-kami, Mishine no mikura, Yuki no mikura: Santuarios de baja categoría.

## Gekū

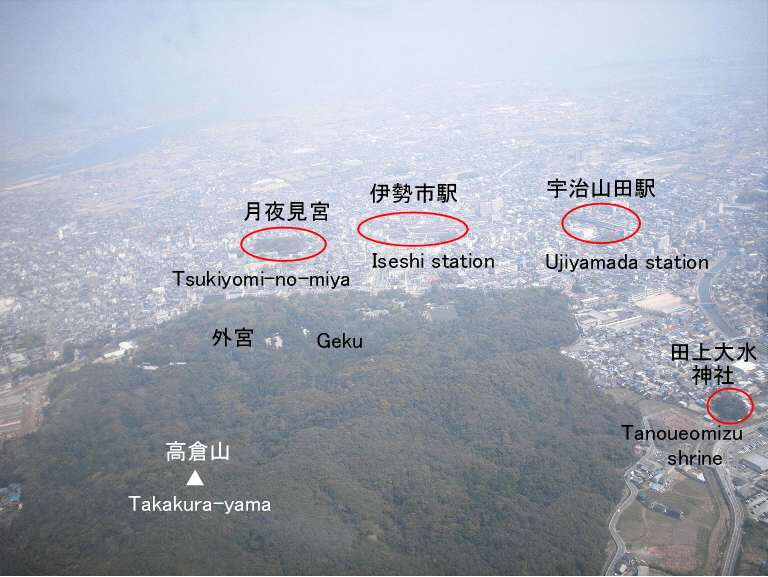
Localización de Gekū (al centro). Arriba, la zona urbana de la ciudad de Ise; abajo, el monte Takakura.

El Santuario Exterior, llamado también como Gekū (conocido oficialmente Toyouke Daijingū), está localizado a seis kilómetros de Naikū, en el barrio de Toyokawa, en la ciudad de Ise y está dedicado a la adoración de la diosa Toyouke Ōmikami, diosa de la agricultura y de la industria. Esta diosa intercede en algunos bienes materiales tales como la comida, la ropa, la vivienda, entre otros. También es la diosa que intercede las ofrendas alimenticias a Amaterasu Ōmikami.
Gekū fue fundado alrededor de 1.500 años atrás, por el Emperador Yūryaku (456 – 479). Según la leyenda, Amaterasu se le apareció al emperador en un sueño, diciéndole que necesitaba alimentarse de manera conveniente, teniendo a Toyouke como intermediaria de dichos alimentos. Es así que desde su fundación, se realizada al amanecer de cada día una ceremonia de consagración de alimentos (Higoto-Asayū-Omikesai) a Amaterasu, en el salón Mikeden.
Todas las estructuras de esta zona son del mismo estilo que en Naikū y también sufren el proceso de reconstrucción. Entre las estructuras más importantes de Gekū se encuentran:

### Daiichi-torii-guchi Sandō
El Daiichi-torii-guchi Sandō (第一鳥居口参道?) es el lugar principal de acceso a Gekū, al este del complejo, poco antes del puente Hiyokebashi. Después de cruzar el puente, se llega al Temizusha, que está a mano izquierda.

### Kitamikado-guchi Sandō
El Kitamikado-guchi Sandō (北御門口参道?) es el segundo acceso a Gekū, al norte del complejo, poco antes del puente Kitamikado-guchi. Antes de cruzar el puente, se llega al Temizusha, que está a mano izquierda.

### Temizusha
En ambas entradas, antes de entrar a Gekū (y en cualquier santuario Shintō), se recomienda al público que lava sus manos y limpie sus bocas en los Temizusha (手水社?). Estas fuentes de lavado tienen como función brindar el agua que se necesita para purificar la mente y el cuerpo.

### SaikanyAnzaisho
A la mano derecha de la entrada principal, justamente en el primer torii, se encuentra el Saikan de Gekū, en un edificio cercado; adyacente a este edificio se encuentra el Anzaisho. Al igual que en Naikū, estos salones tienen la misma función: purificación de los sacerdotes y del enviado imperial antes de las ceremonias.

### Kaguraden
El Kaguraden de Gekū (al igual que en Naikū), es el lugar donde los devotos pueden orar y agradecer a los kami. Se encuentra en el centro del complejo, después del segundo torii, a medio camino de la entrada principal y el Santuario Principal. Aquí los visitantes pueden pedir plegarias, dar donaciones en apoyo a la ceremonia de Shikinen Sengū; también pueden obtener los talismanes, amuletos y pergaminos de Toyouke Ōmikami.

### Toyouke Daijingū
Es el Santuario Principal de Gekū, esta edificación se encuentra cercada por cuatro vallas; en el edificio principal se encuentra el espíritu de Toyouke Ōmikami. Por lo tanto, el acceso a este lugar es restringido a los visitantes, que solo pueden llegar a la primera puerta del Santuario Principal.
El estilo del Santuario Principal de Gekū es similar al de Naikū, aunque la misma edificación posee algunas ligeras variaciones comprando ambos santuarios principales.

### Taka no miya
El santuario de Taka no miya (多賀宮?) se localiza dentro del complejo de Gekū y está subordinado a este (betsugū). Se encuentra en la cima de una pequeña colina, a 200 m al sur del Santuario Principal.
El kami al que se le rinde tributo es al espíritu aramitama (vigoroso) de Toyouke Ōmikami. Dado que este santuario está al mismo nivel que el Santuario Principal (en donde se rinde tributo al espíritu pacífico de Toyouke), las ceremonias que se realizan en el Santuario Principal son seguidas por ceremonias similares en Taka no miya, en donde un enviado imperial participa en ambos rituales.

### Tsuchi no miya
El santuario de Tsuchi no miya (土宮?) se localiza dentro del complejo de Gekū y está subordinado a este (betsugū). Se encuentra a 100 m al sur del Santuario Principal. El kami al que se le rinde tributo es Otsuchi-mioya-no-kami, deidad encargada de cuidar el terreno del complejo de Gekū.

### Tsukiyomi no miya
El santuario de Tsukiyomi no miya (月夜見宮?) se localiza a 300 m al norte del complejo de Gekū y está subordinado a este (betsugū). No hay que confundir con el santuario de Tsukiyomi no miya en Naikū, cuya escritura en japonés es diferente (月讀宮). 
El kami al que se le rinde tributo es Tsukiyomi, hermano de Amaterasu Ōmikami y deidad del mundo nocturno. En este santuario se rinde tributo tanto los espíritus Nigimitama y Aramitama de Tsukiyomi.

### Kaze no miya

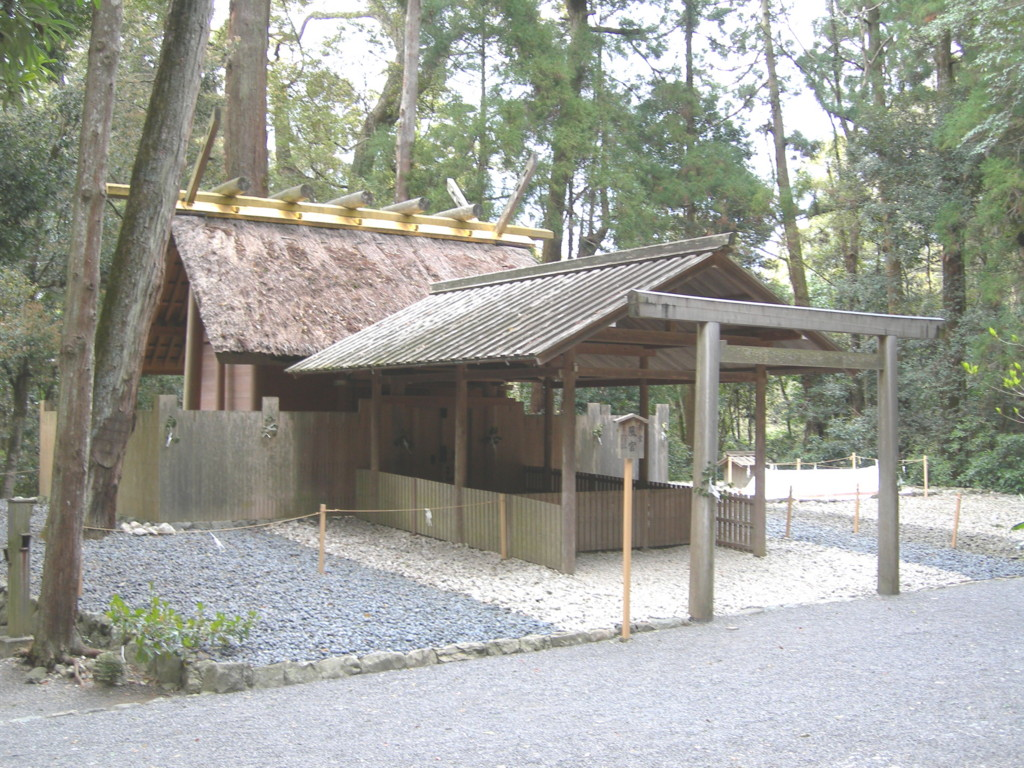
Kaze-no-miya.

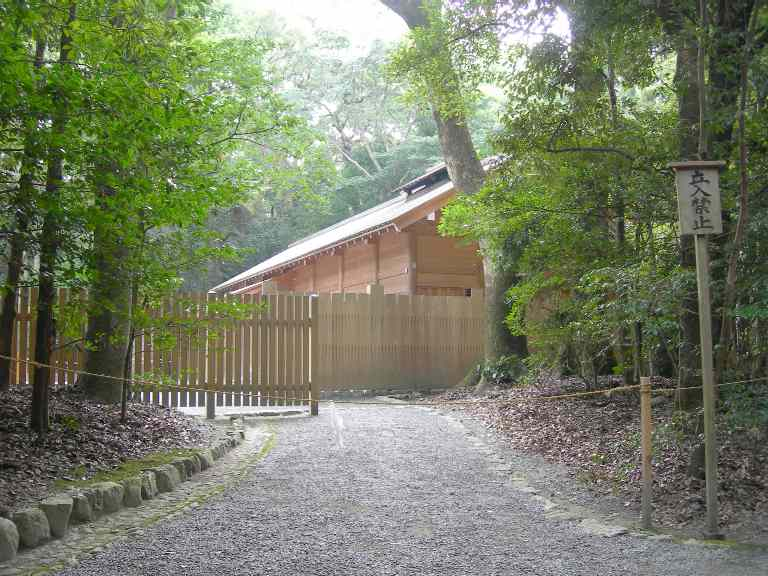
Imibiyaden en Gekū

El santuario de Kaze no miya (風宮?) se localiza dentro del complejo de Gekū y está subordinado a este (betsugū). Se encuentra a 90 m al sur del Santuario Principal. Los kami al que se le rinden tributo son Shinatsuhiko-no-kami y Shinatobe-no-kami, deidades de la lluvia y el viento, ambos elementos indispensables en la agricultura.

### Otros
Existen otras edificaciones y lugares escénicos dentro del complejo de Gekū:
- Kitamikadoguchi Torii: Torii localizado después del puente Kitamikado;
- Establo de caballos de la Familia Imperial: Propiedad imperial localizada después del Kitamikadoguchi Torii;
- Imibiyaden (忌火屋殿?): Salón donde reside el fuego sagrado, usado para preparar el alimento sagrado. Se localiza después del establo de caballos, a mano derecha;
- Santuario Misakadono: Localizado justo al norte del Santuario Principal y cerca del Imibiyaden. En este lugar se procesa el sake sagrado, usado en las ofrendas; y lugar de la ceremonia de Misakadonosai;
- Mikeden (御饌殿?): Salón localizado dentro del Santuario Principal y lugar de ofrenda de la comida sagrada;
- Gojoden y Kujoden: Establecimientos techados para la realización de ceremonias. Se encuentran adyacentes al Kaguraden;
- Laguna Magatama: Ubicada al extremo este del complejo. Al norte de la laguna se encuentra una tarima donde se realizan festividades especiales.

## Instalaciones culturales
Las instalaciones culturales del Santuario de Ise comprenden cuatro lugares ubicados en una pequeña colina del Monte Kurata, a medio camino de Naikū y Gekū, justo al norte del santuario Yamatohime no miya. En estos se puede obtener mayor información acerca del Santuario.

### Museo de Historia del Santuario
El Museo de Historia del Santuario (神宮徴古館 Jingū Chōkokan?), fundado en 1911, es la instalación que ofrece la historia y la cultura del Santuario de Ise. Entre sus exposiciones se encuentran antiguos tesoros ofrecidos a los kami, objetos que reflejan la historia del Santuario, modelos en miniatura de los santuarios y otras obras de arte relacionadas al Santuario.

### Museo de la Agricultura del Santuario
El Museo de la Agricultura del Santuario (神宮農業館 Jingū Nōgyōkan?) es considerado el museo más antiguo de Japón, con relación a la agricultura y la industria. Esta instalación está dedicada principalmente a Toyouke Ōmikami, patrona de Gekū y diosa de la agricultura e industria. Dentro de su exhibición se encuentran documentos históricos y objetos de la era Meiji.

### Museo de Bellas Artes del Santuario
El Museo de Bellas Artes del Santuario (神宮美術館 Jingū Bijutsukan?) fue construido en 1993, en conmemoración del 61.ª ceremonia de reconstrucción. En esta instalación, diversos artistas y pintores han donado sus obras de arte como ofrendas a los kami y son exhibidos en este museo. Se ha convertido en un museo para la historia del arte moderno japonés, ya que las obras de arte se donan cada veinte años en ocasión de la ceremonia de reconstrucción.

### Biblioteca del Santuario
La Biblioteca del Santuario (神宮文庫 Jingū Bunko?) es una institución para los sacerdotes Shintō en el estudio de la tradición del Santuario. Fundado en 1871, surgió de la unión de dos bibliotecas: Hayashizaki Bunko (林崎文庫?), localizada en Naikū y fundada en 1686; y Toyomiyazaki Bunko (豊宮崎文庫?), localizada en Gekū y fundada en 1648; actualmente, las edificaciones de las dos antiguas bibliotecas son considerados monumentos nacionales.
Posee al menos 260.000 volúmenes, principalmente libros de la religión Shintō y obras clásicas relacionadas con el Santuario de Ise. Esta colección está disponible al público, pero con preferencia a los eruditos e investigadores del Shintō.
Cerca de la biblioteca se encuentra una gran puerta hecha de madera de zelkova, conocida popularmente como La Puerta Negra de la Librería del Santuario (神宮文庫黒門 Jingū Bunko Kuromon?), construida en 1780 originalmente como la entrada de la casa de la familia Fukushima Misakidayu, una familia de sacerdotes conocida durante la era Edo.

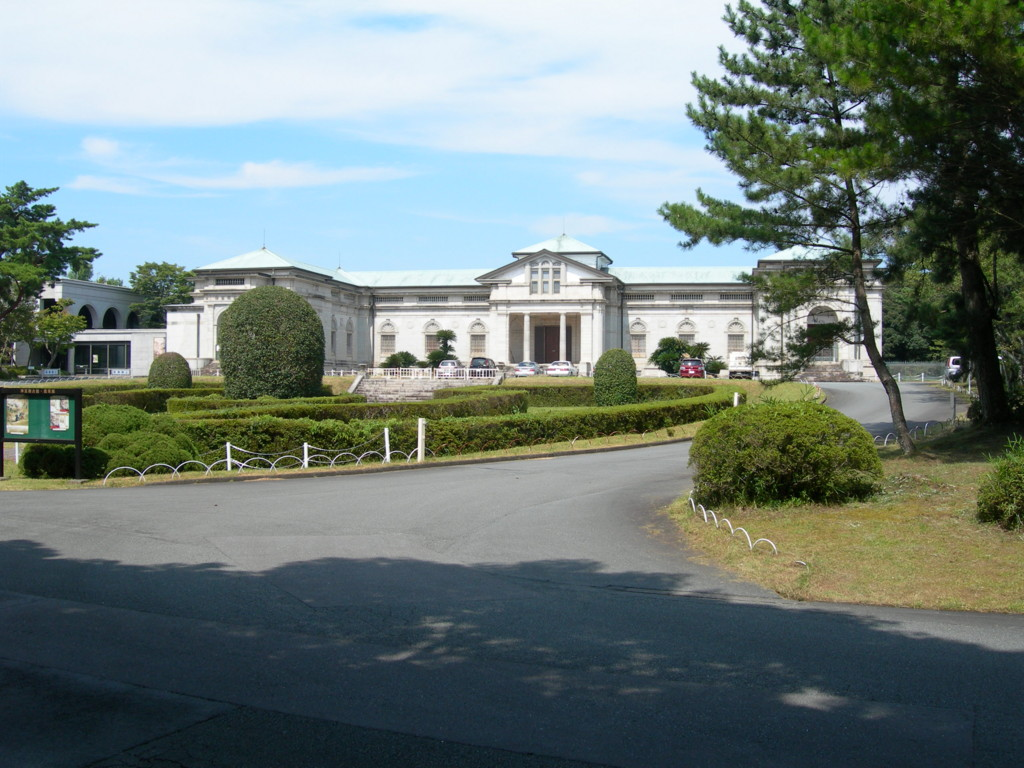
Jingū Chōkokan
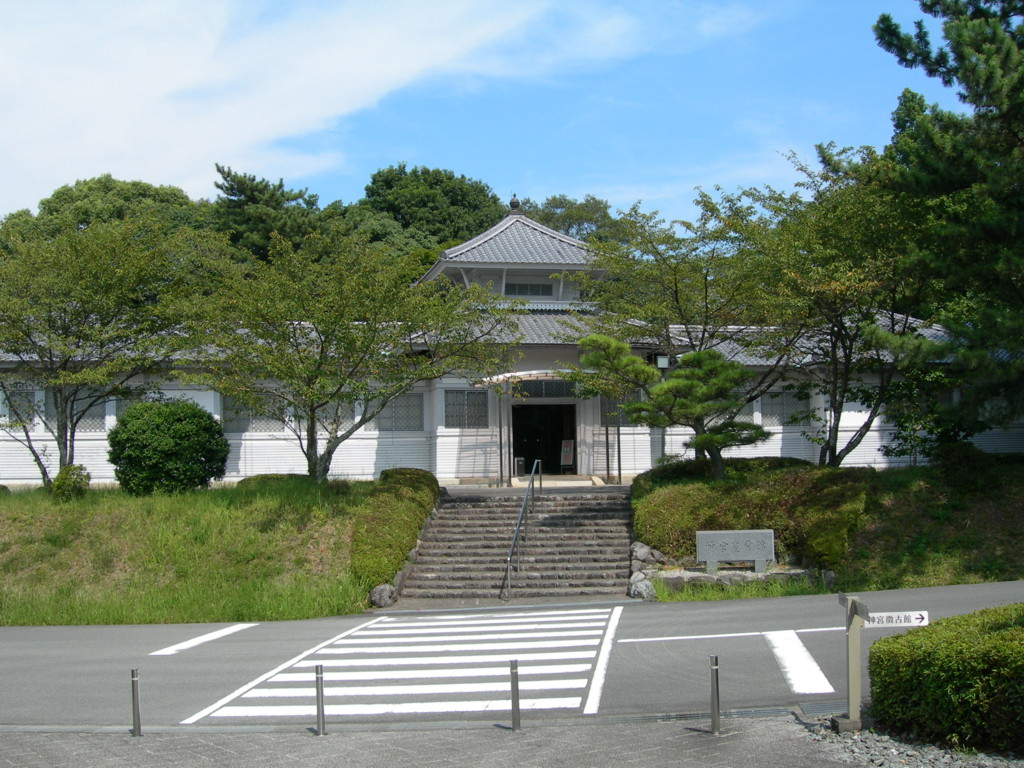
Jingū Nōgyōkan
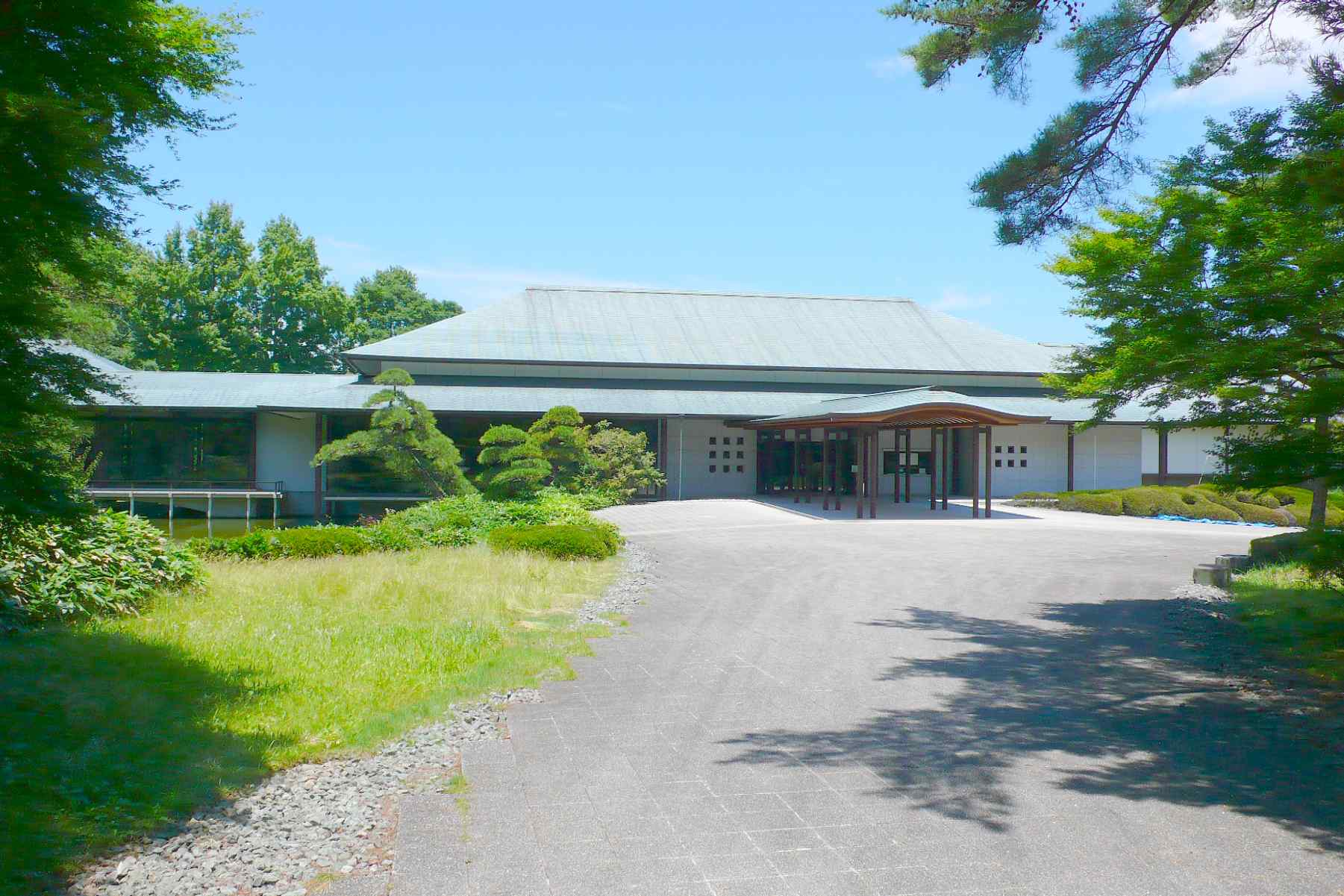
Jingū Bijutsukan
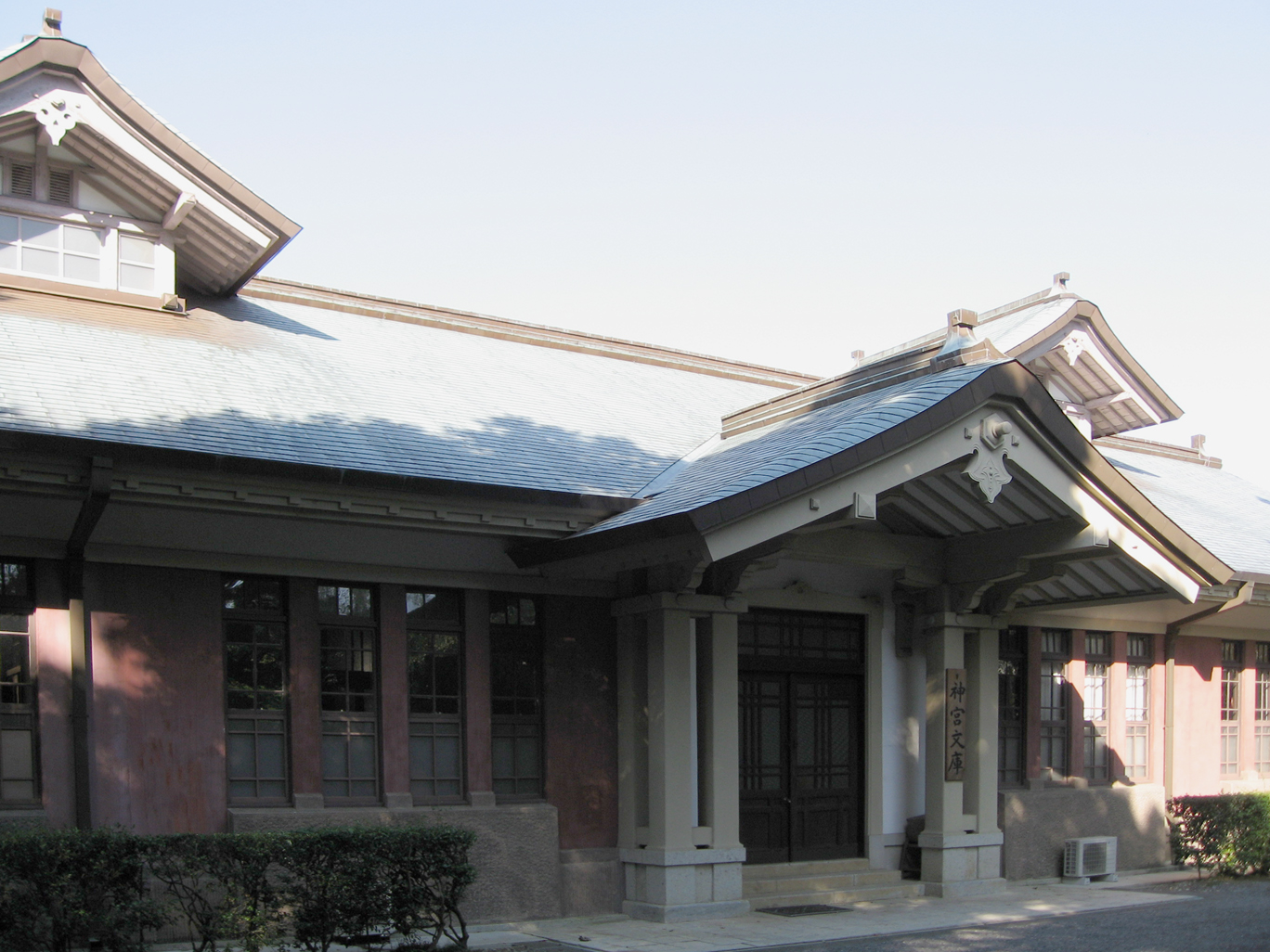
Jingū-bunko

## Bosque del Santuario

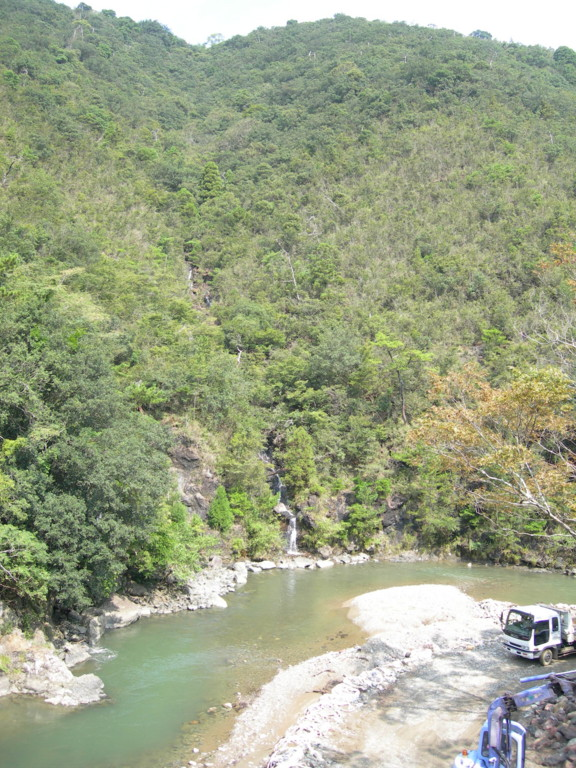
Bosque del Santuario, en el área del Monte Shimaji.

El bosque del Santuario (神宮林 Jingū-rin?) cubre un área de 5.410 hectáreas, que abarca un tercio de la ciudad de Ise. Este bosque está asentado sobre los Montes Kamiji, Shimaji y Takakura. Los santuarios principales de Naikū y Gekū están situados sobre 90 hectáreas de bosques que no han sido tocados desde la fundación legendaria del Santuario. El bosque restante consiste en 5.320 hectáreas de árboles de ciprés japonés, cuya madera es usada para la ceremonia de reconstrucción de los santuarios, hasta tiempos medievales. La costumbre de usar la madera del bosque se descontinuó por varios siglos, hasta que en 1926 se inició un programa de reforestación del bosque, que proporcionará madera de ciprés japonés por los próximos 200 años. Los principales objetivos de esta reforestación, es tener una fuente de madera cercana durante la ceremonia de reconstrucción y de mantener la pureza del río Isuzu y tener estabilidad en el medio ambiente del área.

## Producción de las ofrendas
Las ofrendas de los kami, consistentes en comida y ropa, se realizan de manera tradicional; sin embargo, estos productos se consideran sagrados y puros, y no son para consumo humano. Por esto, la producción de estos elementos debe hacerse en algunos lugares que están subordinados al Santuario de Ise. En pocas palabras, el propio santuario posee una economía autosostenible tradicional. El acceso a estos establecimientos está restringida al público y abarca doce lugares distintos (once en la prefectura de Mie y una en la prefectura de Aichi).

### Arroz

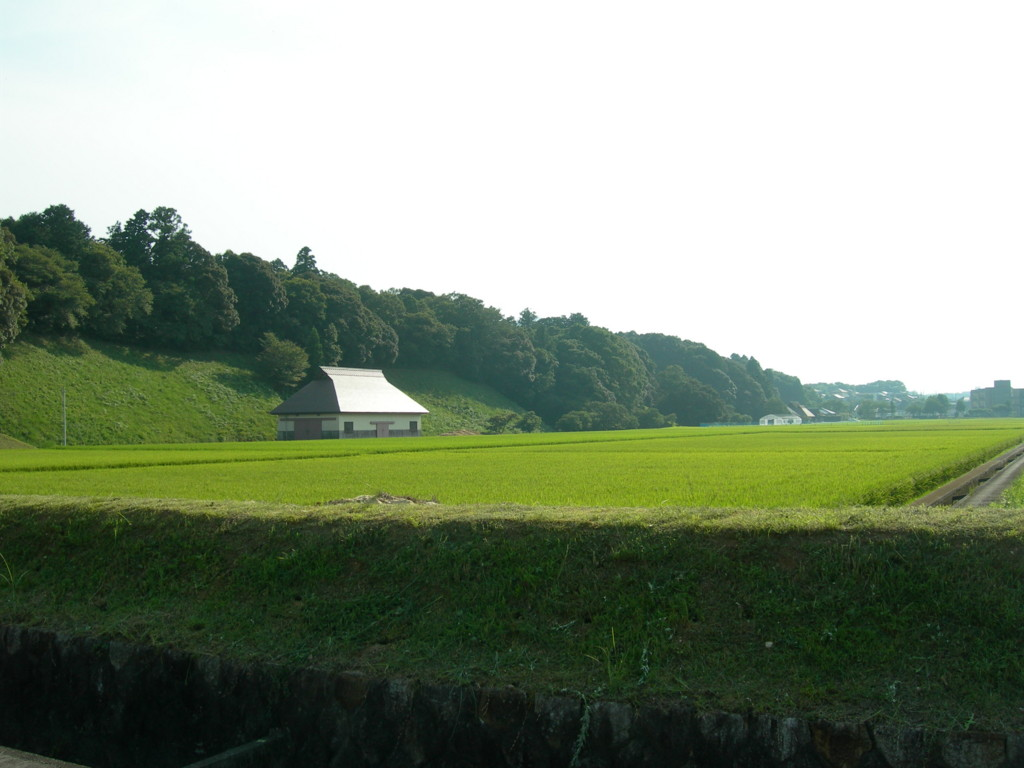
Jingū Shinden

Los campos de arroz sagrado del santuario (神宮神田 Jingū Shinden?), se encuentran en la villa de Kusube y abarca unas 300 hectáreas. Aquí se cultiva el arroz que se necesita para las ofrendas de los kami. Existe una ceremonia religiosa diferente para cada etapa: la plantación (Shinden-geshu-sai), el trasplante (Shinden-otaue-hajime-shiki) y la recolección (Nuibo-sai).
De igual modo, existe un campo de arroz sagrado en el santuario Izawa no miya, de 16,46 hectáreas, y lugar de la ceremonia de siembra de arroz. 

### Sal

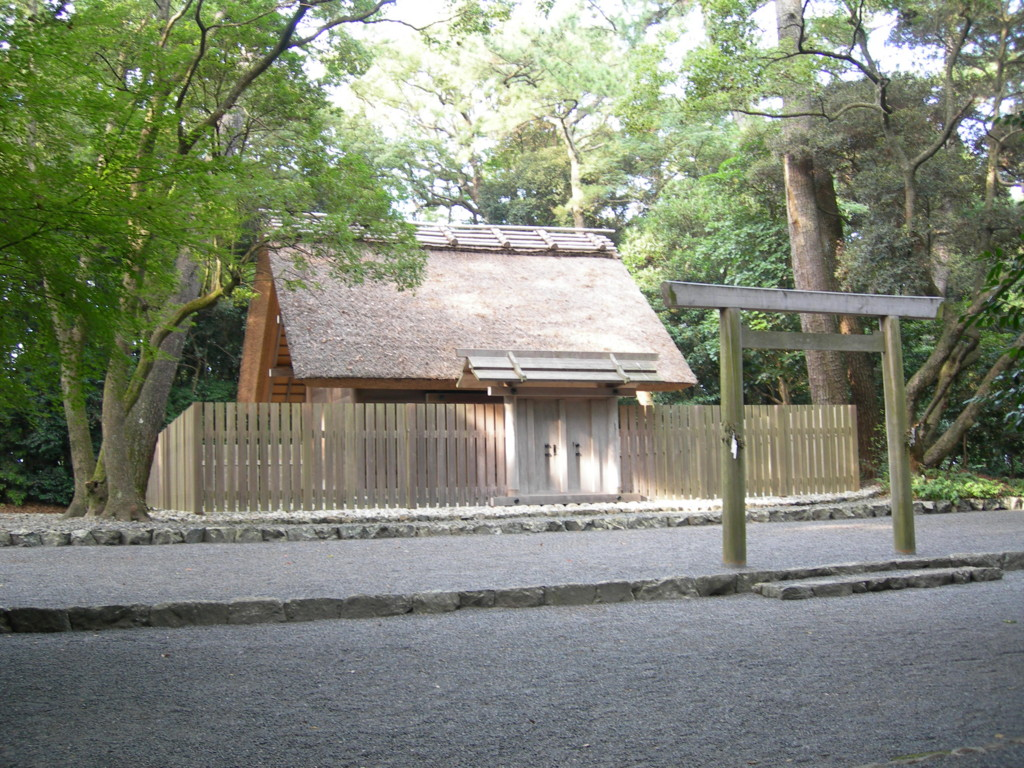
Santuario Mishiodono.

En el Santuario Mishiodono (御塩殿神社 Mishiodono-jinja?, literalmente,  Santuario del Salón de la Sal Sagrada), en la villa de Futami, se produce la sal sagrada. En un área de 277,85 hectáreas que incluye también el Mishio-kumiiresho (lugar de extracción del agua de mar), el Misho-yakisho (lugar de evaporación del agua de mar) y la playa de Mishiohama; la sal de mar es evaporada y procesada en bloques.

### Vegetales y frutas

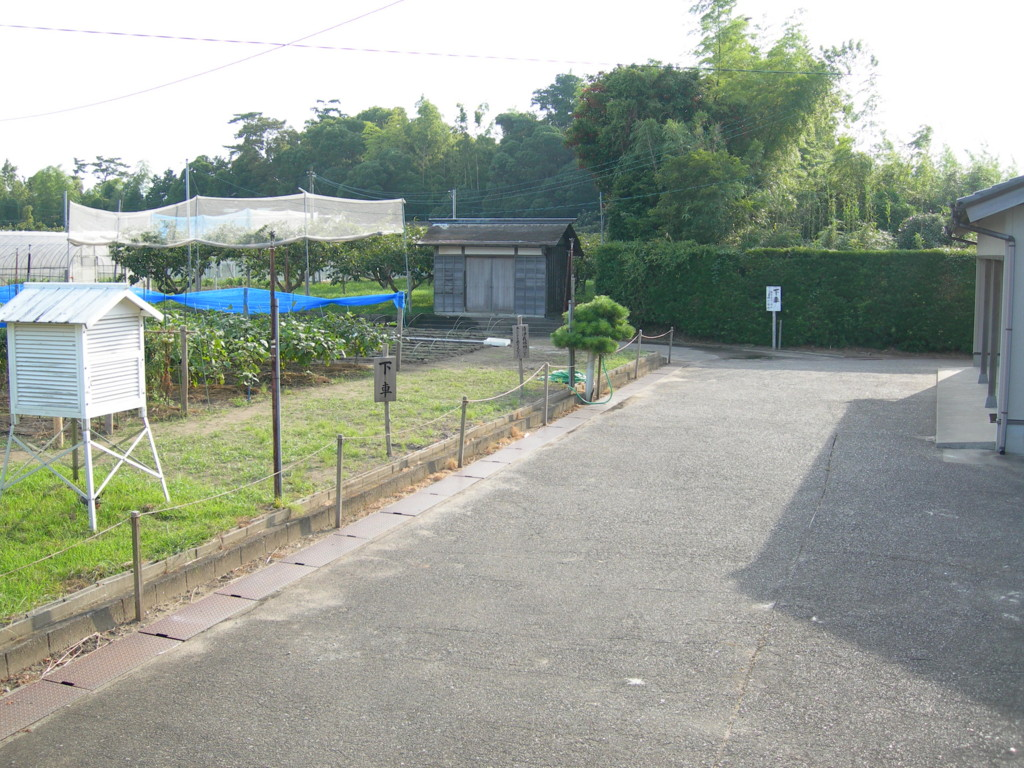
Misono

En Misono (神宮御園 Jingū Misono?, literalmente, Jardín Sagrado del Santuario), se cultivan diversos vegetales y frutas para las ofrendas. Este huerto se encuentra en Futami y abarca 197,51 hectáreas.

### Seda y cáñamo

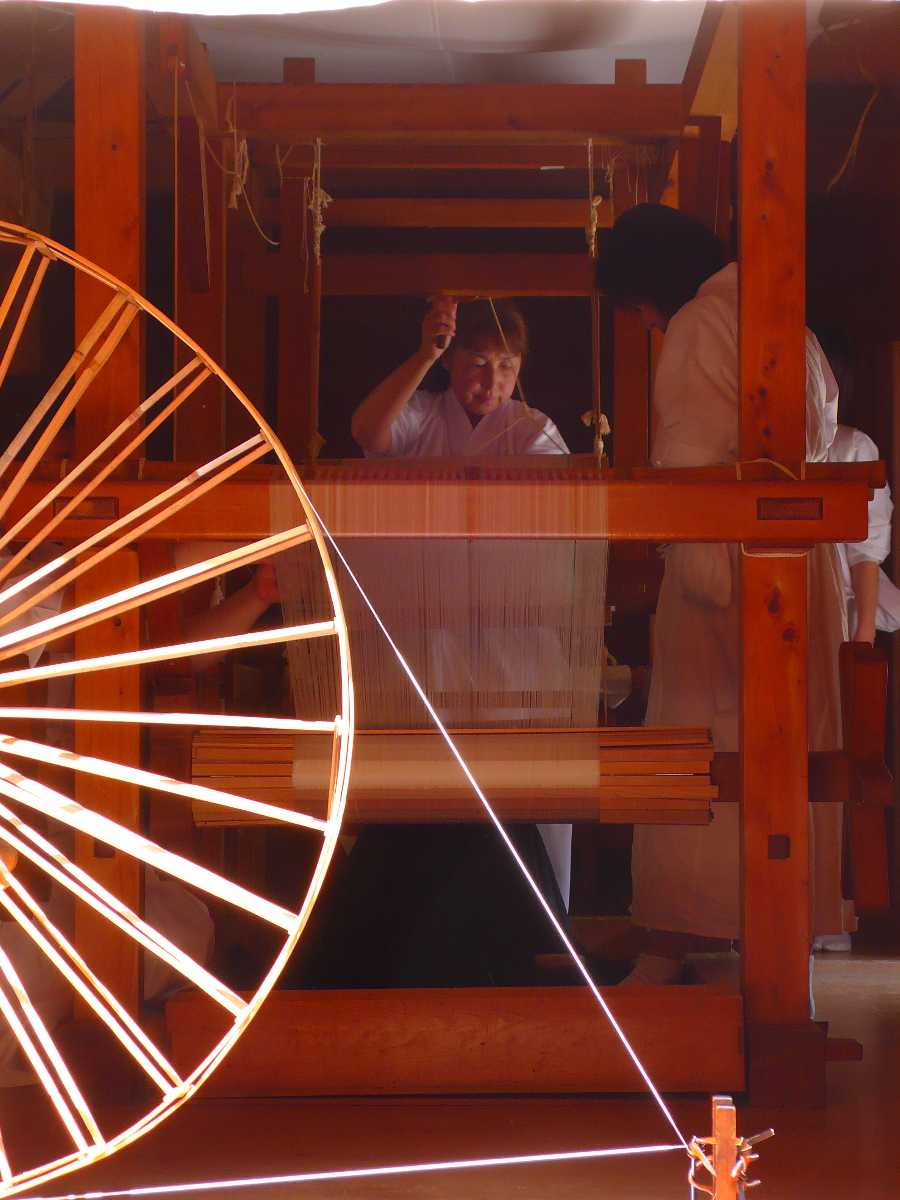
Máquina tejedora en el Santuario Kanhatori-hatadono.

En la ciudad de Matsusaka existen dos instalaciones llamadas Yahiroden (八尋殿?), y que tienen como función confeccionar la indumentaria sagrada usada en las ceremonias. Estas instalaciones se encuentran dentro del Santuario Kanhatori-hatadono (神服織機殿神社?) (artículos de seda sagrada) y del Santuario Kan'omi-hatodono (神麻績機殿神社?) (artículos de cáñamo sagrado).

### Abalón seco

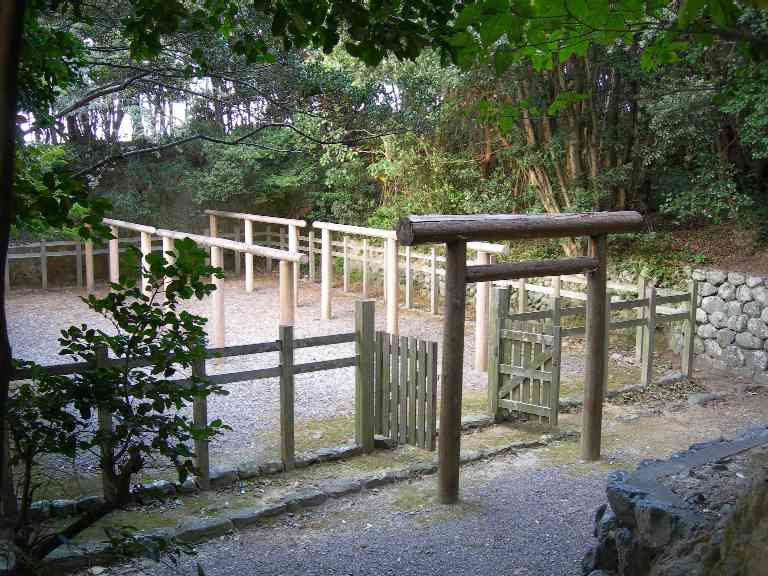
Awabi Chōseisho

En la ciudad de Toba, se encuentra el Awabi Chōseisho (鰒調製所?), lugar de procesamiento y secado del abalón ( 鰒 awabi?), pez usado en las ofrendas. Esta facilidad se extiende en un área de 59,46 hectáreas.

### Brema seca
En la isla de Shinojima, en la villa de Minamichita en el distrito de Chita, en la vecina prefectura de Aichi se realiza el secado de la brema. Esta facilidad se extiende en un área de 112,42 hectáreas.

### Alfarería
En Mino, distrito de Taki se fabrican piezas de alfarería sagrada (神宮土器 Jingū kawarake?), que son los artículos que contendrán la comida sagrada. Estas piezas son sencillas y no tienen lustre. Anualmente produce unas 60.000 piezas de diferentes tamaños.

### Sake
El sake sagrado (神酒 miki?), es destilado por medios tradicionales. El shiroki (白酒?), kuroki (黒酒?)  y hitoyozake (醴酒?) son producidos en los santuarios Misakadono de Naikū y Gekū, durante la celebración del Misakadonosai. El sumisake (清酒?) no es destilado en el Santuario de Ise.

## Alimento sagrado
El alimento sagrado, también llamado shinsen (神饌?), es una de las ofrendas que se le otorga a los kami en diversas ceremonias. Hay dos tipos de alimentos sagrados:
- Yukino-ōmike (由貴大御饌?): Alimento sagrado presentado en Tsukinamisai y Kannamesai; consiste de mochi, abalón, brema seca, camarón de Ise,  sazae, ayu, aves silvestres y acuáticas, kelp, algas marinas, vegetales, frutas, shirosake (sake dulce), kuroki (sake negro), sumisake (sake refinado) y  hitoyozake (sake semidulce).
- Higoto-asayū-ōmike (日別朝夕大御饌?): Alimento sagrado presentado dos veces al día en el Higoto-asayū-ōmikesai; consiste de agua, sal, brema seca (periódicamente se sustituye con jibia, lucio de mar, etc.), bonito seco, algas marinas, vegetales, frutas y sumisake. Este alimento es purificado en la noche anterior a la ofrenda en Gekū.

### Fuego sagrado
El fuego sagrado (忌火 imibi?) es usado en los rituales y para el cocinado de los alimentos sagrados. Se crea con la rotación de un taladro de madera en una plancha de madera. Estos artefactos son similares a los usados hace 1.500 años según muestras arqueológicas. El fuego sagrado se encuentra en el salón Imibiyaden.

### Agua sagrada
El agua sagrada (神水 kamino?) también es usada en la preparación de los alimentos, es extraída todos los días por un sacerdote en el pozo sagrado del Santuario Kamino-mii. Esta agua de pozo se cree que viene del mundo celestial.

### Lista de establecimientos
| Kan-hatori hatadono jinja Yahirodono                     | 神服織機殿神社八尋殿       | Nigitae (seda)                            | 和妙       | Kan-hatori hatadono jinja                                                |
| Kan-omi hatadono jinja Yahirodono                        | 神麻続機殿神社八尋殿       | Aratae (cáñamo)                           | 荒妙       | Kan-omi hatadono jinja                                                   |
| Jingū shinden (300 ha.)                                  | 神宮神田                   | Goryō-mai ("arroz de propiedad imperial") | 御料米     | Kusube-chō, ciudad de Ise                                                |
| Izawa no miya no omita (16,46 ha.)                       | 伊雑宮の御神田             | Goryō-mai ("arroz de propiedad imperial") | 御料米     | Isobe-chō-Erihara, ciudad de Shima (al lado de Izawa no miya)            |
| Mishiohama (66,09 ha.)                                   | 御塩浜                     | Salmuera                                  | 御塩       | Futami-chō-Nishi, ciudad de Ise                                          |
| Mishiodono Mishio kumiiresho Mishio yakisho (277,85 ha.) | 御塩殿 御塩汲入所 御塩焼所 | Mishio ("sal sagrada")                    | 御塩       | Mishiodono jinja                                                         |
| Jingū misono (197,51 ha.)                                | 神宮御園                   | Vegetales y frutas                        | 野菜・果物 | Futami-chō-Mizoguchi, ciudad de Ise                                      |
| Awabi chōseisho (59,46 ha.)                              | 鰒調製所                   | Noshi awabi (abalón seco)                 | 熨斗鰒     | Kuzaki-chō, ciudad de Toba                                               |
| Hidai chōseisho (112,42 ha.)                             | 干鯛調製所                 | Hidai (pescado seco)                      | 干鯛       | Shinojima, pueblo de Minamichita, distrito de Chita, prefectura de Aichi |
| Doki seisho (28,78 ha.)                                  | 神宮御園                   | Alfarería                                 | 土器       | Minomura, pueblo de Meiwa, distrito de Taki                              |

## Ceremonias
Dentro del Santuario de Ise existe una miríada de ceremonias, todas asociadas a un ciclo anual, en donde son celebradas con sencillez y solemnidad, ya que se le rinde tributo a los kami. Este ciclo anual consiste en la realización de al menos 1600 eventos; sobresaliendo las que son dedicadas a la diosa Amaterasu Ōmikami.
En el caso de las ceremonias dedicadas a Amaterasu, tienen sus orígenes en los tiempos míticos, cuando el propio emperador dirigía las ceremonias ya que se creía que la presencia de la diosa estaba en el propio Palacio Imperial, abarcando el período del Emperador Jinmu hasta del Emperador Sujin. Con el posterior traslado del santuario de Amaterasu a Nara y luego a Ise, se siguió rindiendo estas ceremonias, pero con la participación del emperador en ocasiones especiales, ya que el resto de las ceremonias serían encargadas por la Saiō y más recientemente por la Saishu y el Daigūji, ambos pertenecientes a la Familia Imperial. El principal objetivo de estas ceremonias son la preservación del culto a Amaterasu para que esta transmita una larga vida al Emperador, prosperidad y paz sobre Japón y el mundo.
Este ciclo anual está basado totalmente del ciclo de la agricultura, principal economía tradicional del país. Según la leyenda, Amaterasu brindó arroz celestial cuando su nieto Ninigi-no-mikoto descendió a Japón; por lo tanto el uso del arroz en las ceremonias es esencial.
La ceremonia más importante del ciclo es el Kinensai en el mes de febrero, en donde se rinden plegarias ante los kami con el fin de tener una próspera cosecha. Otra ceremonia de importancia es el Kazahinomisai celebrado en mayo y agosto, cuyo fin es orar para tener un buen clima y lluvia necesaria para la cosecha del arroz. De igual modo las ceremonias de Shinden-geshusai (siembra), Shinden-otaue-hajimeshiki (trasplante) y Nuibosai (cosecha), representan el proceso de la agricultura en Japón. El ciclo culmina en octubre con el Kannamesai, en donde los primeros alimentos sagrados producto de la cosecha de arroz son ofrecidos ante Amaterasu; el emperador asigna a un enviado quien ofrece el arroz cosechado por el propio emperador como símbolo de la cosecha, y también ofrece un vestido de seda y otros elementos llamados Heihaku (幣帛?).
Existen dos categorías de ceremonias:
- Koreisai (古例祭?): ceremonias que se realizan de manera anual y en lugares y fechas definidas;
- Rinjisai (臨時祭?): ceremonias que se realizan de manera especial, cuando ocurra un hecho importante en la nación o en la Familia Imperial.

### Ciclo anual de ceremonias
| 1 de enero               | Saitansai                     | 歳旦             | Ceremonia de Año Nuevo. |
| 3 de enero               | Genshisai                     | 元始祭           | Festival del comienzo; celebración de la fundación del país por Ninigi-no-mikoto, nieto de Amaterasu. |
| 7 de enero               | Shōwa-tennōsai-yōhai          | 昭和天皇祭遥拝   | Celebración en memoria del Emperador Shōwa (m. en 1989), quien falleció en ese día. |
| 11 de enero              | Ichigatsu-jūichinichi-mike    | 一月十一日御饌   | Celebración de ofrecimiento de la comida sagrada a Amaterasu y otros kami en el pabellón Yojoden de Naikū, seguido de una presentación de música y danza ceremonial en el pabellón Gojoden de Naikū. |
| 11 de febrero            | Kenkoku-kinensai              | 建国記念祭       | Ceremonia de celebración de la fundación de Japón por el Emperador Jinmu. |
| 17 a 23 de febrero       | Kinensai                      | 記念祭           | En esta ceremonia se realizan plegarias para tener una buena cosecha. Consiste en dos ceremonias: una realizada por los devotos cuando la comida sagrada es servida, y la segunda realizada por el enviado imperial con el fin de ofrecer la seda sagrada y otros materiales a los kami en nombre del emperador. |
| Equinoccio de marzo      | Misonosai                     | 御園祭           | Celebración en el huerto de Misono, en donde se ora por una próspera cosecha de vegetales y frutos. |
| Equinoccio de marzo      | Shunki-koreisai-yōhai         | 春季古例祭遥拝   | Ceremonia en memoria de los ancestros imperiales. |
| Comienzos de abril       | Shinden-geshusai              | 新田下種祭       | Ceremonia relacionada al Kannamesai, en donde el arroz que se usará para esta y otras celebraciones es sembrada en los campos de arroz sagrados. |
| 3 de abril               | Jinmu-tennōsai-yōhai          | 神武天皇祭遥拝   | Celebración de la muerte del Emperador Jinmu, se realiza una ceremonia llamada yohaishiki (余輩式?). |
| 1 de mayo                | Kanmiso-hōshoku-hajimesai     | 神御衣奉織始祭   | Ceremonia donde se confecciona la sagrada ropa divina de Amaterasu, usando la seda sagrada y el cáñamo sagrado; este vestuario será ofrecido en el Kanmisosai. Se realiza en el Santuario Kan-hatori hatadono y en el Santuario Kan-omi hatadono. |
| 13 de mayo               | Kanmiso-hōshoku-chinshasai    | 神御衣奉織鎮謝祭 | Ceremonia de acción de gracias por haber culminado la confección de los ropajes sagrados. |
| 14 de mayo               | Kazahinomisai o Kazehinomisai | 風日祈祭         | Esta ceremonia tiene como fin tener un buen clima y lluvias para una próspera cosecha de arroz. Se ofrecen materiales sagrados, tales como ramas con seda, impermeables tradicionales y sombreros hechos de paja y antiguamente usados en la agricultura. |
| 14 de mayo               | Kanmisosai                    | 神御衣祭         | La seda sagrada y el cáñamo sagrado son puestos como ofrendas en el Santuario Principal de Naikū y en Aramatsuri no miya, y se convierten en el nuevo ropaje de la diosa. Según la leyenda, Amaterasu tenía un telar en el cielo. |
| Comienzos de mayo        | Shinden-otaue-hajime-shiki    |                  | Ceremonia de trasplante del arroz en los campos de arroz sagrados que serán usados en el Kannamesai. |
| 1 de junio               | Misakadonosai                 | 御酒殿祭         | Ceremonia que se realiza en el santuario de Misakadono en Naikū. Se le rinde oración a los kami del sake para que fermenten dicho producto, que se utiliza en los festivales de Tsukinamisai y Kannamesai. |
| 15 de junio              | Okitama-no-kami-sai           | 興玉神祭         | Ceremonia de adoración a Okitama-no-kami, quien es el kami protector del terreno del Santuario Principal de Naikū. Se realiza en Naikū, antes del Tsukinamisai y Kannamesai. |
| 15 de junio              | Miura                         |                  | Ritual realizado en Naikū mediante la adivinación divina, para determinar el momento apropiado de los sacerdotes en oficiar el Tsukinamisai y Kannamesai. |
| 15 a 25 de junio         | Tsukinamisai                  | 月次祭           | Es la ceremonia más antigua y una de las más importantes del Santuario de Ise, y originalmente, como su nombre lo dice, era realizado de manera mensual por la Saiō. Este festival tiene sus orígenes en el ciclo anual de la cosecha. Consiste de dos partes: la ceremonia de Yukino-ōmike (由貴大御饌?), en donde se ofrece la comida sagrada dos veces en la noche, a las 10 p. m. y a las 2 a. m.; y la ceremonia de Hōheisai (奉幣?), en donde la seda sagrada y otros materiales sagrados son entregados al mediodía. Esta ceremonia es realizada de igual modo en los Betsugū y los santuarios de categorías menores. |
| 30 de junio              | Ōharai                        | 大祓             | Esta celebración es realizada el último día de cada mes, en donde se purifican los sacerdotes y los músicos de corte; en esta fecha se realiza una purificación especial de todo el personal del Santuario. |
| 4 de agosto              | Kazahinomisai o Kazehinomisai | 風日祈祭         | Véase el 14 de mayo. |
| Comienzos de septiembre  | Nuibosai                      |                  | Ceremonia de cosecha del arroz en los campos de arroz sagrados. El arroz será ofrecido en el Kannamesai. |
| Equinoccio de septiembre | Shunki-koreisai-yōhai         | 春季古例祭遥拝   | Véase equinoccio de marzo. |
| 1 de octubre             | Misakadonosai                 | 御酒殿祭         | Véase 1 de junio. |
| 1 de octubre             | Kanmiso-hōshoku-hajimesai     | 神御衣奉織始祭   | Véase 1 de mayo. |
| 5 de octubre             | Mishiodonosai                 | 御塩殿祭         | Se realizan plegarias para que se produzca una sal sagrada pura y proteger a las personas involucradas en la producción de sal. |
| 13 de octubre            | Kanmiso-hōshoku-chinshasai    | 神御衣奉織鎮謝祭 | Véase 13 de mayo. |
| 14 de octubre            | Kanmisosai                    | 神御衣祭         | Véase 14 de mayo. |
| 15 de octubre            | Okitama-no-kami-sai           | 興玉神祭         | Véase 15 de junio. |
| 15 de octubre            | Miura                         |                  | Véase 15 de junio. |
| 15 al 25 de octubre      | Kannamesai                    | 神嘗祭           | El ciclo anual de ceremonias culmina con esta ceremonia, la más importante del Santuario de Ise. Consiste de tres partes: dos ofrendas nocturnas consistentes de comida sagrada en la ceremonia de Yukino-ōmike (10 p. m. y 2 a. m.); la ceremonia de Hōheisai realizada por el enviado imperial, que presenta las ofrendas sagradas, seda y otros materiales; y la ceremonia de Mikagura consistente de danza y música ceremonial de la corte dedicada a los kami en el salón Yojoden, en la noche después del Hoheisai. |
| 23 a 29 de noviembre     | Niinamesai                    | 新嘗祭           | Ceremonia compuesta por el Ōmikesai y el Hōheisai, dirigidas en nombre del emperador. Al participar en la entrega de ofrendas, él recibe la bendición de los kami. |
| 1 de diciembre           | Misakadonosai                 | 御酒殿祭         | Véase 1 de junio. |
| 15 de diciembre          | Okitama-no-kami-sai           | 興玉神祭         | Véase 15 de junio. |
| 15 de diciembre          | Miura                         |                  | Véase 15 de junio. |
| 15 al 25 de diciembre    | Tsukinamisai                  | 月次祭           | Véase junio. |
| 23 de diciembre          | Tenchōsai                     | 天長祭           | Celebración del cumpleaños del emperador. |
| 31 de diciembre          | Ōharai                        | 大祓             | Véase 30 de junio. |
| Diariamente              | Higoto-asayū-ōmikesai         | 日別朝夕大御饌祭 | Ceremonia de ofrecimiento de la comida sagrada a los kami, principalmente a Amaterasu; se realiza dos veces al día (7 a. m. – 9 a. m. y 2 p. m. – 4 p. m.) en el pabellón Mikeden, en el lado noreste del Santuario Principal de Gekū. Esta ceremonia se viene realizando desde hace 1.500 años, cuando se fundó Gekū. |

### Ceremonias relacionadas con los talismanes y el almanaque
| 8 de enero        | Taima-reki-hōsei-hajimesai | 大麻暦鳳声初祭   | Ceremonia que anuncia a los kami el comienzo de la producción de los talismanes y el almanaque del Santuario.                                                                                                 |
| 1 de marzo        | Taima-reki-hanpu-shūryōsai | 大麻暦頒布終了祭 | Ceremonia realizada en el Kaguraden de Naikū para reportar a los kami que la distribución de los amuletos y almanaques ha concluido.                                                                          |
| Mediados de abril | Taima-yōzai-kirihajimesai  | 大麻用材切り初祭 | Ceremonia de ofrecimiento de la comida sagrada en Maruyamasaijo, en la cima de la montaña que está después del Puente Uji. Esta ceremonia es previa al corte de la madera que será usada para los talismanes. |
| 17 de septiembre  | Taima-reki-hanpu-hajimesai | 大麻暦頒布初祭   | Celebración realizada en el Kaguraden de Naikū, para reportar a los kami el comienzo de la distribución de los amuletos y almanaques a los devotos.                                                           |
| 20 de diciembre   | Taima-reki-hōsei-shūryōsai | 大麻暦鳳声修了祭 | Ceremonia que reporta la terminación de los talismanes y del almanaque a fin de año. |
| Semanalmente      | Taima-shuhatsu-shiki       |                  | Ceremonia de purificación de los nuevos talismanes y amuletos. |

### Otras ceremonias
Estas ceremonias no tienen relación con algún ciclo, pero son observados con particularidad:
| Segundo lunes de enero                                  | Ceremonia de Kagura en el Día del adulto                   | Celebración de la mayoría de edad (20 años), se realiza una acción de gracias a los kami para que ayuden a los jóvenes a tener una vida saludable y moral con el objetivo de contribuir una sociedad pacífica. Se celebra en el Kaguraden de Gekū (8:30 a. m.) y el de Naikū (10:00 a. m.). |
| 17 de febrero                                           | Hojokigansai (補助祈願祭?)                                 | Evento en donde se rinden plegarias para una buena cosecha en la agricultura, silvicultra y pesca. Se realiza en el Kaguraden de Naikū (10:00 a. m.). |
| Comienzos de abril (3 días)                             | Kagurasai (神楽祭?)                                        | Evento de primavera (también se realiza en otoño), en donde se realiza el baile kagura. A diferencia de las ceremonias kagura tradicionales del Santuario, este evento se realiza en una tarima al aire libre en el jardín de Naikū (en caso de lluvia, en la tarima del Sanshūden). Durante la celebración, se presentan diversas muestras de arte tradicional japonés como el Nō (teatro con máscaras), el Shigin (recital de poemas chinos), etc., en el Sanshūden.                                             |
| Comienzos de abril (3 días)                             | Apertura del Jingū Chashitsu                               | Evento de la apertura de la casa de la ceremonia japonesa del té del Santuario, en Naikū. |
| Comienzos de abril                                      | Torneo de sumo del Santuario                               | Este torneo se realiza todos los años en primavera en la arena de sumo en el hotel Jingū Kaikan. Antes del torneo se realiza una ceremonia religiosa, en donde los grandes campeones son presentados en el jardín de Naikū en honor a Amaterasu. |
| 19 de abril                                             | Ceremonia de primavera en Tsukiyomi no miya                | Festival realizado desde 1960 en el santuario Tsukiyomi no miya. Los devotos acuden a rendir tributo a Tsukiyomi. Se realiza a las 10:00 a. m. |
| Finales de abril                                        | Ceremonia de siembra de árboles                            | Ceremonia realizada en el Monte Kamiji o en el Monte Shimaji, dirigido por el Daigūji y otros sacerdotes. Se siembran 500 árboles jóvenes de ciprés japonés, que serán usados en el futuro para la ceremonia de reconstrucción. Se realiza a las 10:00 a. m. |
| 5 de mayo                                               | Ceremonia de primavera en Yamatohime no miya               | Festival realizado en el santuario Yamatohime no miya. Los devotos acuden a rendir tributo a la princesa Yamatohime-no-mikoto, fundadora legendaria del Santuario de Ise. Se realiza a las 10:00 a. m. |
| 5 de mayo                                               | Ceremonia de Kagura en el Día de los niños                 | Evento en donde se le rinden plegarias a los niños para que puedan crecer saludables y felices. Se realiza en el Kaguraden de Gekū (8:30 a. m.) y el de Naikū (10:00 a. m.). |
| Finales de mayo                                         | Enju-Daidai-Kagurasai (Celebración de la longevidad)       | Las personas que tengan más de 80 años que vivan en la ciudad de Ise y localidades vecinas, son invitadas a este evento que tiene como objetivo rendir plegarias por su salud y longevidad. Aquellos que alcancen los 80 años durante ese año, se les regala una caña llamada Enju-tsue (延寿杖? literalmente, caña de la longevidad). Se celebra en el Kaguraden de Naikū (10:30 a. m.) |
| Finales de mayo y comienzos de junio                    | Exhibición de azaleas y bonsái                             | Muestra de azaleas y bonsái en el jardín de Naikū. |
| Comienzos de junio (5 días)                             | Seminario de música ceremonial de corte                    | Diversos sacerdotes Shintō de todo el país se reúnen para tomar un seminario de Gagaku (雅楽?), música ceremonial de corte. Se dicta el seminario en el dōjō del Santuario. |
| Mediados de junio                                       | Exhibición de iris                                         | Muestra de iris en el jardín de Naikū. |
| 24 de junio                                             | Otaueshiki (Festival del trasplante de arroz)              | Esta ceremonia.de plantación tradicional de arroz se realiza en los campos sagrados en el santuario de Izawa no miya, donde se realizan varios eventos con el fin de tener una buena cosecha. Esta ceremonia es uno de los tres más grandes de este tipo en Japón, junto con el realizado en el Santuario Katori en la prefectura de Chiba y en el Sumiyoshi-taisha en Osaka. Esta celebración también fue nombrada por el gobierno como un tesoro nacional de la cultura popular japonesa.                        |
| Mediados de julio                                       | Festival de fuegos artificiales del Santuarioo             | Realizado con el auspicio de la ciudad de Ise y otras organizaciones. Se lanzan desde la ribera del río Miya, alrededor de 9.000 fuegos artificiales sobre el cielo nocturno de la ciudad de Ise. |
| Finales de julio                                        | Festival de verano en Takihara no miya                     | Según la leyenda, antes de que Amaterasu fuese adorada en el Santuario Principal de Naikū, el santuario de Takihara no miya era dedicado a ella. Los devotos hacen un peregrinaje hasta este santuario y se realizan varios eventos festivos. Comienza a las 9:00 a. m. |
| Finales de julio                                        | Recolección de la sal en la playa Mishiohama               | En esta playa, se comienza a producir la sal sagrada aprovechando el verano, en donde el agua de mar se condensa con métodos tradicionales en campos de sal, cercanos a la desembocadura del río Isuzu. |
| Comienzos de agosto                                     | Producción de la sal cruda                                 | Como segundo paso, el agua de mar es evaporado y condensado en Mishioyakidokoro, en el Santuario Mishiodono. Con una batea plana (2 m de ancho y 15 cm de profundidad) se produce la sal cruda. Posteriormente, en marzo y octubre, se le da forma de conos de sal y son enviados a Gekū. |
| Comienzos de agosto                                     | Torneo de sumo colegial                                    | 48 luchadores de sumo, ganadores de los campeonatos colegiales de todas las prefecturas, se encuentran en este festival que los divide en dos grupos: Este y Oeste. Se realiza en la arena de sumo en el hotel Jingū Kaikan. |
| 15 de septiembre                                        | Moritakesai y encuentro de poemas haiku                    | Eventos en conmemoración de Moritake Arakida, un famoso sacerdote de Naikū y poeta de haiku de la era Muromachi. Ambas ceremonias se realizan en el Santuario Uji (Moritakesai: 10:00 a. m. y encuentro de haiku: 11:00 a. m.). |
| Finales de septiembre (3 días)                          | Kagurasai                                                  | Ceremonia de otoño del Kagurasai, véase comienzos de abril. |
| Finales de septiembre (3 días)                          | Apertura del Jingū Chashitsu                               | Véase comienzos de abril. |
| Noche de la luna llena de otoño en septiembre u octubre | Kangetsukai (Ceremonia de la observación de la luna llena) | La ceremonia de observación de la luna llena en otoño se realiza de manera ceremoniosa: los mejores poemas de tanka y haiku son recitados en el estilo tradicional Reizei por los músicos de la corte del Santuario. Tras estas recitaciones, se realizan danzas y música ceremonial de corte. Se realiza desde las 5:30 p. m. en la tarima de la laguna Magatama en Gekū (en caso de lluvia, en el Kaguraden de Gekū).                                                                                            |
| 15 y 16 de octubre                                      | Festival de Hatsuhobiki (Festival de Ise)                  | Este festival celebra el Kannamesai y es el evento más grande de la ciudad de Ise. Las personas jalan una carroza sagrada, y llevan el arroz recién cosechado a Naikū y Gekū, cantando el Kiyari. |
| 25 de octubre                                           | Chōkenshiki                                                | Ceremonia realizada en Izawa no miya, con el fin de entregar a los kami, los productos sacados de la tierra y mar en la región de Shima, y dar gracias a las bendiciones de los kami. Comienza a las 10:00 a. m. |
| Finales de octubre                                      | Festival de otoño en Takihara no miya                      | Véase julio, festival de verano en Takihara no miya. |
| Finales de octubre a mediados de noviembre              | Exhibición de los crisantemos                              | El crisantemo, flor nacional de Japón, es exhibido en pabellones en los jardines de Naikū y Gekū. |
| 5 de noviembre                                          | Ceremonia de otoño en Yamatohime no miya                   | Véase 5 de mayo. |
| Mediados de noviembre a comienzos de diciembre          | Shinkoku Kanshasai (Ceremonia de acción de gracias)        | Celebrado bajo el auspicio de la Asociación de Creyentes del Santuario, el arroz recién cosechado es ofrecido por a los kami como señal de acción de gracias por las bendiciones de los kami. |
| 31 de diciembre a 7 de enero                            | Preparación para el Año Nuevo                              | Durante el 31 de diciembre al 1 de enero, tanto en Naikū como en Gekū se realizan las Okagaribi (御篝火?), fogatas sagradas, que permiten a los visitantes acudir al Santuario en señal de paso del año viejo al año nuevo. Se realiza una ceremonia de Kagura en el Kaguraden durante toda la noche. Se elimina la prohibición de adorar en el Santuario durante la noche, en esta semana. También se entregan amuletos que representan al animal del año en que uno nació, como señal de buena fortuna personal. |

## Los 125 santuarios
Dentro del complejo del Santuario de Ise existen 125 santuarios; popularmente se conocen como los 125 santuarios del Santuario (神宮125社 Jingū Hyakunijūgosha?) y se dividen en cinco categorías: 
- Shōgū (正宮?   literalmente, el propio santuario): Son los más importantes del complejo; corresponde a los Santuarios Principales de Naikū y Gekū;
- Betsugū (別宮?   literalmente, santuario especial): Consiste en catorce santuarios (diez en Naikū y cuatro en Gekū);
- Sessha (摂社?   literalmente, santuario vicario): Abarca 42 santuarios (27 en Naikū y 16 en Gekū);
- Massha (末社?   literalmente, santuario subordinado): Consiste en 24 santuarios (16 en Naikū y 8 en Gekū);
- Shokansha (所管社?   literalmente, santuario con jurisdicción): Es la categoría más baja, consiste en 42 santuarios (30 en Naikū, 4 en Gekū y 8 dentro de los Betsugū).

Algunos santuarios, sobre todo los de baja categoría, no poseen alguna edificación que los distinga. Otros, se encuentran anexos a algún santuario. Cada santuario está dedicado a un kami o a un grupo de estos. Los 125 santuarios se encuentran esparcidos no solo dentro del área de Naikū y Gekū, sino en la propia ciudad de Ise, y otras localidades vecinas en la prefectura de Mie; tales como los pueblos de Taiki, Tamaki y Watarai en el distrito de Watarai, el pueblo de Taki en el distrito de Taki y las ciudades de Shima, Matsusaka y Toba. A pesar de la lejanía con las zonas de Naikū y Gekū, estas pertenecen subordinadas a dichos complejos.

### Shōugū
| Kōtai Jingū (Naikū)     | 皇大神宮   | Amaterasu Ōmikami Ameno Tajikarao no kami Yorozuhata-Toyoakitsuhime no mikoto | 天照大御神 天手力男神 万幡豊秋津姫命 | Ujitachi, ciudad de Ise |
| Toyouke Daijingū (Gekū) | 豊受大神宮 | Toyouke no Ōmikami 3 Mitomo no kami                                           | 豊受大御神 御伴神3座                 | Toyokawa, ciudad de Ise |

### Betsugū

#### Kōtai Jingū
| Aramatsuri no miya             | 荒祭宮       | Amaterasu Ōmikami no Aramitama             | 天照大御神荒御魂      | Naikū                                          |
| Tsukiyomi no miya              | 月讀宮       | Tsukiyomi no mikoto                        | 月讀尊                | Nakamura, ciudad de Ise                        |
| Tsukiyomi no Aramitama no miya | 月讀荒御魂宮 | Tsukiyomi no mikoto no Aramitama           | 月讀尊荒御魂          | Tsukiyomi no miya                              |
| Izanagi no miya                | 伊佐奈岐宮   | Izanagi no mikoto                          | 伊佐奈岐尊            | Tsukiyomi no miya                              |
| Izanami no miya                | 伊佐奈弥宮   | Izanami no mikoto                          | 伊佐奈弥尊            | Tsukiyomi no miya                              |
| Takihara no miya               | 瀧原宮       | Amaterasu Ōmikami no Mitama                | 天照大御神御魂        | Takihara, pueblo de Taiki, distrito de Watarai |
| Takihara no narabi no miya     | 瀧原竝宮     | Amaterasu Ōmikami no Mitama                | 天照大御神御魂        | Takihara no miya                               |
| Izawa no miya                  | 伊雑宮       | Amaterasu Ōmikami no Mitama                | 天照大御神御魂        | Isobe-chō-Kaminogō, ciudad de Shima            |
| Yamatohime no miya             | 倭姫宮       | Yamatohime no mikoto                       | 倭姫命                | Kusube, ciudad de Ise                          |
| Kazahi no mi no miya           | 風日祈宮     | Shinatsuhiko no mikoto Shinatobe no mikoto | 級長津彦命 級長戸辺命 | Naikū                                          |

#### Toyouke Daijingū
| Taka no miya      | 多賀宮   | Toyouke no Ōmikami no Aramitama                      | 豊受大御神荒御魂        | Gekū                    |
| Tsuchi no miya    | 土宮     | Ōtsuchi no mioya no kami                             | 大土御祖神              | Gekū                    |
| Tsukiyomi no miya | 月夜見宮 | Tsukiyomi no mikoto Tsukiyomi no mikoto no Aramitama | 月夜見尊 月夜見尊荒御魂 | Miyajiri, ciudad de Ise |
| Kaze no miya      | 風宮     | Shinatsuhiko no mikoto Shinatobe no mikoto           | 級長津彦命 級長戸辺命   | Gekū                    |

### Sessha

#### Kōtai Jingū
| Asakuma jinja       | 朝熊神社       | Ōtoshi no kami Kokemushi no kami Asakuma no mizu no kami               | 大歳神 苔虫神 朝熊水神                 | Asama, ciudad de Ise                                   |
| Asakuma mimae jinja | 朝熊御前神社   | Asakuma no mimae no kami                                               | 朝熊御前神                             | Asakuma jinja                                          |
| Sonai (Sonō) jinja  | 園相神社       | Sonahihiko no mikoto Mimae no kami                                     | 曾奈比比古命 御前神                    | Tsumura, ciudad de Ise                                 |
| Kamo jinja          | 鴨神社         | Ishikorowake no mikoto Mimae no kami                                   | 石己呂和居命 御前神                    | Yamagammi, Tamaki, distrito de Watarai                 |
| Tanoe jinja         | 田乃家神社     | Ōkami no samukawa no kami                                              | 大神御滄川神                           | Yano, Tamaki, distrito de Watarai                      |
| Tanoe mimae jinja   | 田乃家御前神社 | Mimae no kami                                                          | 御前神                                 | Tanoe jinja                                            |
| Kano jinja          | 蚊野神社       | Ōkami no mikage no kawa no kami                                        | 大神御蔭川神                           | Kano, Tamaki, distrito de Watarai                      |
| Kano mimae jinja    | 蚊野御前神社   | Mimae no kami                                                          | 御前神                                 | Kano jinja                                             |
| Yuta jinja          | 湯田神社       | Ōtoshi no mioya no mikoto Mimae no kami                                | 大歳御祖命 御前神                      | Obata-chō,Yuta, ciudad de Ise                          |
| Ōtsuchi mioya jinja | 大土御祖神社   | Ōkunitama no mikoto Mizusasarahiko no mikoto Mizusasarahime no mikoto  | 大国玉命 水佐佐良比古命 水佐佐良比賣命 | Kusube, ciudad de Ise                                  |
| Kunitsu mioya jinja | 国津御祖神社   | Ujihime no mikoto Tamurahime no mikoto                                 | 宇治比賣命 田村比賣命                  | Ōtsuchi mioya jinja                                    |
| Kuchira jinja       | 朽羅神社       | Chiyorihime no mikoto Chiyorihiko no mikoto                            | 千依比賣命 千依比古命                  | Hara, Tamaki, distrito de Watarai                      |
| Ujiyōda jinja       | 宇治山田神社   | Yamatahime no mikoto                                                   | 山田姫命                               | Nakamura, ciudad de Ise                                |
| Tsunaga jinja       | 津長神社       | Sunagahime no mikoto                                                   | 栖長比賣命                             | Uji-Imazaike, ciudad de Ise (al frente de Kōtai Jingū) |
| Katada jinja        | 堅田神社       | Samitsuhime no mikoto                                                  | 佐見都比女命                           | Futami-chō-Chaya, ciudad de Ise                        |
| Ōmizu jinja         | 大水神社       | Ōyamazumi no mioya no mikoto                                           | 大山祇御祖命                           | Uji-Imazaike, ciudad de Ise (al frente de Kōtai Jingū) |
| E jinja             | 江神社         | Nagakuchime no mikoto Ōtoshi no mioya no mikoto Ukano mitama no mikoto | 長口女命 大歳御祖命 宇加乃御玉命       | Futami-chō-E, ciudad de Ise                            |
| Kōzaki jinja        | 神前神社       | Arasakihime no mikoto                                                  | 荒崎比賣命                             | Futami-chō-Matsushita, ciudad de Ise                   |
| Awamiko jinja       | 粟皇子神社     | Susanō no mikoto no Mitama no michinushi no mikoto                     | 須佐乃乎命御玉道主命                   | Futami-chō-Matsushita, ciudad de Ise                   |
| Kawara jinja        | 川原神社       | Tsukiyomi no mikoto no Mitama                                          | 月讀尊御魂                             | Sōchi, ciudad de Ise                                   |
| Kugutsuhime jinja   | 久具都比賣神社 | Kugutsuhime no mikoto Kugutsuhiko no mikoto Mimae no kami              | 久具都比賣命 久具都比古命 御前神       | Kamikugu, pueblo de Watarai, distrito de Watarai       |
| Narahara jinja      | 奈良波良神社   | Naraharahime no mikoto                                                 | 那良原比女命                           | Miyako, pueblo de Tamaki, distrito de Watarai          |
| Sugihara jinja      | 棒原神社       | Ama no subarume no mikoto no Mitama Mimae no kami                      | 天須婆留女命御魂 御前神                | Kami-Tanui, pueblo de Tamaki, distrito de Watarai      |
| Mifune jinja        | 御船神社       | Ōkami no mikage no kawa no mikoto                                      | 大神御蔭川神                           | Toba, pueblo de Taki, distrito de Taki                 |
| Sakatekunari jinja  | 坂手国生神社   | Takaminakami no mikoto (Takaminakami no kami)                          | 高水上命 (高水上神)                    | Kami-Tanui, pueblo de Tamaki, distrito de Watarai      |
| Satakunari jinja    | 狭田國生神社   | Hayakawahiko no mikoto Hayakawahime no mikoto Yamazue no Mitama        | 速川比古命 速川比女命 山末御魂         | Sata, pueblo de Tamaki, distrito de Watarai            |
| Takihara jinja      | 多岐原神社     | Manako no Kami                                                         | 真奈胡の神                             | Misegawa, pueblo de Taiki, distrito de Watarai         |

#### Toyouke Daijingū
| Kusanagi jinja              | 草奈伎神社         | Mishirushi no tsurugi no kami                | 御剣仗神 (標劔仗神          | Tokiwa, ciudad de Ise              |
| Ōmakunari jinja             | 大間国生神社       | Ōwakako no mikoto Otowakako no mikoto        | 大若子命 乙若子命           | Tokiwa, ciudad de Ise              |
| Watarai kunimi jinja        | 度会国御神社       | Hikokunimigakitakeyotsuka no mikoto          | 彦国見賀岐建與束命          | Gekū                               |
| Watarai ōkunitamahime jinja | 度会大国玉比賣神社 | Ōkunitama no mikoto Mizusasarahime no mikoto | 大国玉姫命 弥豆佐佐良比賣命 | Gekū                               |
| Tanoe ōmizu jinja           | 田上大水神社       | Ogoto kan-nushi                              | 小事神主                    | Fujisato, ciudad de Ise            |
| Tanoe ōmizu mimae jinja     | 田上大水御前神社   | Miyako                                       | 宮子                        | Tanoe ōmizu jinja                  |
| Shitomi jinja               | 志等美神社         | Kukunochi no kami                            | 久久能智神                  | Tsujikuru, ciudad de Ise           |
| Ōkōchi jinja                | 大河内神社         | Ōyamazumi no kami                            | 大山祇神                    | Shitomi jinja                      |
| Kiyonoiba jinja             | 清野井庭神社       | Kayanohime no mikoto                         | 草野姫命                    | Tokiwa, ciudad de Ise              |
| Takagawara jinja            | 高河原神社         | Tsukiyomi no mikoto no Mitama                | 月夜見尊御魂                | Tsukiyomi no miya (Gekū)           |
| Kawara jinja                | 河原神社           | Kawa no kami                                 | 川神                        | Misono-chō-Shingai, ciudad de Ise  |
| Kawarabuchi jinja           | 河原淵神社         | Sawahime no mikoto                           | 澤姫命                      | Funae, ciudad de Ise               |
| Yamazue jinja               | 山末神社           | Ōyamatsuhime no mikoto                       | 大山津姫命                  | Gekū                               |
| Usunono jinja               | 宇須乃野神社       | Usunome no mikoto                            | 宇須乃女命                  | Misono-chō-Takabuku, ciudad de Ise |
| Mike jinja                  | 御食神社           | Minato no miketsu kami                       | 水戸御饗都                  | Kamiyashiro, ciudad de Ise         |
| Obata jinja                 | 小俣神社           | Uka no Mitama no kami                        | 宇賀御魂神                  | Obata-chō-Motomachi, ciudad de Ise |

### Massha

#### Kōtai Jingū
| Kamoshimo jinja    | 鴨下神社   | Ishikorowake no mikoto Kamohiko no mikoto Kamohime no mikoto              | 石己呂和居命 鴨比古命 鴨比賣命             | Katsuta, Tamaki, distrito de Watarai             |
| Tsubura jinja      | 津布良神社 | Tsuburahiko no mikoto Tsuburahime no mikoto                               | 津布良比古命 津布良比賣命                  | Tsubura, Tamaki, distrito de Watarai             |
| Ashihara jinja     | 葦原神社   | Sasatsuhiko no mikoto Ukano Mitama no mioya no mikoto Ikarihime no mikoto | 佐佐津比古命 宇加乃御魂御祖命 伊加利比売命 | Tsukiyomi no miya (Naikū)                        |
| Ogoso jinja        | 小社神社   | Takaminakami no mikoto                                                    | 高水上命                                   | Ogoso-Sone, Tamaki, distrito de Watarai          |
| Komori jinja       | 許母利神社 | Awashima no kami no Mitama                                                | 粟嶋神御魂                                 | Kōzaki jinja                                     |
| Niikawa jinja      | 新川神社   | Niikawahime no mikoto                                                     | 新川比賣命                                 | Tsunaga jinja                                    |
| Iwai jinja         | 石井神社   | Takaminakami no mikoto                                                    | 高水上命                                   | Tsunaga jinja                                    |
| Uji no nuki jinja  | 宇治乃奴鬼 | Takaminakami no mikoto                                                    | 高水上命                                   | Ōtsuchi mioya jinja                              |
| Kanumi jinja       | 加努弥神社 | Inayorihime no mikoto                                                     | 稲依比女命                                 | Kanome (Kanomi), ciudad de Ise [sin edificación] |
| Kawaai jinja       | 川相神社   | Hosokawa no mizu no kami                                                  | 細川水神                                   | Ōmizu jinja                                      |
| Kumabuchi jinja    | 熊淵神社   | Takiōtoji no kami                                                         | 多支大刀自神                               | Ōmizu jinja                                      |
| Arasaki jinja      | 荒前神社   | Arasakihime no mikoto                                                     | 荒前比賣命                                 | Kōzaki jinja                                     |
| Najime jinja       | 那自売神社 | Ōminakami no mioya no mikoto Mimonosusohime no mikoto                     | 大水上御祖命 御裳乃須蘇比賣命              | Ujiyōda jinja                                    |
| Ashidate jinja     | 葦立弖神社 | Tamayarahime no mikoto                                                    | 玉移良比女命                               | Kunitsu mioya jinja                              |
| Mumino jinja       | 牟弥乃神社 | Samukawahiko no mikoto Samukawahime no mikoto                             | 寒川比古命 寒川比女命                      | Mifune Jinja                                     |
| Kagaminomiya jinja | 鏡宮神社   | Iwanoue no futatsu no mikagami no mitama                                  | 岩上二面神鏡霊                             | Asama, ciudad de Ise                             |

#### Toyouke Daijingū
| Igari jinja    | 伊我理神社 | Igarihime no mikoto             | 伊我理比女命 | Gekū                   |
| Agata jinja    | 縣神社     | Agata no kami                   | 縣神         | Usunono jinja          |
| Inaka jinja    | 井中神社   | Inaka no kami                   | 井中神       | Igari jinja            |
| Uchikake jinja | 打縣神社   | Uchikake myōjin                 | 打縣名神     | Shitomi jinja          |
| Akasaki jinja  | 赤崎神社   | Arasakihime no mikoto           | 荒崎姫命     | Toba, ciudad de Toba   |
| Mori jinja     | 毛理神社   | Ki no kami                      | 木神         | Kawara jinja           |
| Ōtsu jinja     | 大津神社   | Ashihara kami (Ashihara no kami | 葦原神       | Gekū                   |
| Shioya jinja   | 志宝屋神社 | Shiotsuchi no oji               | 塩土老翁     | Ōminato, ciudad de Ise |

### Shokansha

#### Kōtai Jingū
| Takimatsuri no kami                              | 瀧祭神                | Takimatsuri no Ōkami                           | 瀧祭大神                 | Naikū [sin edificación]                                |
| Okitama no kami                                  | 興玉神                | Okitama no kami                                | 興玉神                   | Naikū Shogū (Santuario Principal) [sin edificación]    |
| Miyabi no kami                                   | 宮比神                | Miyabi no kami                                 | 宮比神                   | Naikū Shogū (Santuario Principal) [sin edificación]    |
| Yanohahiki no kami                               | 屋乃波比伎神          | Yanohahiki no kami                             | 屋乃波比伎神             | Naikū Shogū (Santuario Principal) [sin edificación]    |
| Misakadono                                       | 御酒殿                | Misakadono no kami                             | 御酒殿神                 | Naikū                                                  |
| Mishine no mikura                                | 御稲御倉              | Mishine no mikura no kami                      | 御稲御倉神               | Naikū                                                  |
| Yuki no mikura                                   | 由貴御倉              | Yuki no mikura no kami                         | 由貴御倉神               | Naikū                                                  |
| Miya no meguri no kami                           | 四至神                | Miya no meguri no kami                         | 四至神                   | Naikū [sin edificación]                                |
| Kan-hatori hatadono jinja                        | 神服織機殿神社        | Kan-hatori hatadono no mamori no kami          | 神服織機殿神社鎮守神     | Ōgaito, ciudad de Matsusaka                            |
| 8 santuarios massha en Kan-hatori hatadono jinja | 神服織機殿神社末社8所 | Kan-hatori hatadono no mamori no mimae no kami | 神服織機殿神社鎮守御前神 | Kan-hatori hatadono jinja                              |
| Kan-omi hatadono jinja                           | 神麻績機殿神社        | Kan-Omi hatadono no mamori no kami             | 神麻績機殿神社鎮守神     | Iguchinaka, ciudad de Matsusaka                        |
| 8 santuarios massha en Kan-omi hatadono jinja    | 神麻績機殿神社末社8所 | Kan-omi hatadono no mamori no mimae no kami    | 神麻績機殿神社鎮守御前神 | Kan-omi hatadono jinja                                 |
| Mishiodono jinja                                 | 御塩殿神社            | Mishiodono no mamori no kami                   | 御塩殿神社鎮守神         | Futami-chō-Shō, ciudad de Ise                          |
| Aedohashihime jinja                              | 饗土橋姫神社          | Ujibashi no mamori no kami                     | 宇治橋鎮守神             | Uji-Imazaike, ciudad de Ise (al frente de Kōtai Jingū) |
| Ōyamatsumi jinja                                 | 大山祇神社            | Ōyamatsumi no kami                             | 大山祇神                 | Naikū                                                  |
| Koyasu jinja                                     | 子安神社              | Konohanasakuyahime no mikoto                   | 木華開耶姫命             | Naikū (a lado de Ōyamatsumi Jinja)                     |

#### Toyouke Daijingū
| Misakadono             | 御酒殿     | Misakadono no kami             | 御酒殿神     | Gekū                   |
| Miya no meguri no kami | 四至神     | Miya no meguri no kami         | 四至神       | Gekū [sin edificación] |
| Kami no mii no jinja   | 上御井神社 | Kami no mii no mamori no kami  | 上御井鎮守神 | Gekū                   |
| Shimo no mii no jinja  | 下御井神社 | Shimo no mii no mamori no kami | 下御井鎮守神 | Gekū                   |

#### Betsugū

##### Kōtai Jingū
| Wakamiya jinja  | 若宮神社   | Wakamiya no kami  | 若宮神   | Takihara no miya |
| Nagayuke jinja  | 長由介神社 | Nagayuke no kami  | 長由介神 | Takihara no miya |
| Kawashima jinja | 川島神社   | Kawashima no kami | 川島神   | Nagayuke jinja   |

##### Toyouke Daijingū
| Saminaga jinja                      | 佐美長神社     | Shimonomii no mamori no kami | 大歳神       | Isobe-chō-Erihara, ciudad de Shima |
| Saminaga mimae jinja (4 santuarios) | 佐美長御前神社 | Saminaga mimae no kami       | 佐美長御前神 | Saminaga jinja                     |